# Umbria
L'Umbria (AFI: /ˈumbrja/) è una regione a statuto ordinario dell’Italia centrale, situata nel cuore della penisola italiana, storicamente abitata dagli antichi Umbri, da cui prende il nome. Con una superficie di 8 464,33 km², suddivisa tra la Provincia di Perugia (6 334 km²) e la Provincia di Terni (2 122 km²), e una popolazione di 851 256 abitanti, è l’unica regione italiana a non avere sbocchi sul mare né confini internazionali. Inoltre, con soli 92 comuni, è la regione a statuto ordinario con il minor numero di comuni.
Confinante a nord-est e est con le Marche, a nord-ovest e ovest con la Toscana, a sud e a sud-ovest con il Lazio, comprendendo anche un'exclave nelle Marche, (frazione di Monte Ruperto, che appartiene al comune di Città di Castello), il capoluogo regionale è Perugia mentre le province sono quelle di Perugia e Terni.
Caratterizzata da una spiccata varietà paesaggistica, in virtù del continuo susseguirsi di aree collinari e fondovalle fluviali, questo articolato sistema orografico, che si identifica con le zone della Valle Umbra e della Valtiberina, nel settore orientale e meridionale della regione si innalza progressivamente con le dorsali montuose della Valnerina fino a superare i 2 400 metri (gruppo del Monte Vettore) nel massiccio dei Sibillini, condiviso con le Marche. L'idrografia offre il quarto lago naturale più esteso d'Italia, il Trasimeno, il lago di Piediluco (condiviso col Lazio) e il bacino artificiale di Corbara; nella regione scorrono inoltre molti torrenti di ridotte dimensioni e numerosi fiumi: i maggiori tra questi sono il Tevere, che raccoglie quasi tutte le acque degli altri fiumi umbri, il Nera (116 km), il Paglia (86 km), il Chiascio (82 km), il Topino (77 km) e il Nestore (42 km).
Il variegato territorio regionale è costellato da città e insediamenti ricchi di storia e tradizioni. La regione, abitata già in epoca protostorica dagli Umbri e dagli Etruschi, fu poi al centro della Regio VI Umbria et ager Gallicus dell'Impero romano. Con gran parte del suo territorio incluso per secoli nel Ducato di Spoleto a sud, nell'Impero bizantino al centro e nel Ducato di Tuscia a nord durante il Regno Longobardo in Italia, il suo territorio dopo vari secoli di lotte entrò a far parte dello Stato Pontificio. Le è stato dedicato un asteroide, 117093 Umbria.

## Geografia fisica

### Territori
(Giosuè Carducci, Odi barbare, 1877)

Altimetria dell'Umbria

La regione offre un'ampia varietà di caratteri geomorfologici e paesaggistici attraverso il susseguirsi di vallate, catene montuose, altopiani e pianure, che costituiscono la caratteristica geografica dominante. Il territorio è prevalentemente collinare e montuoso.

### Idrografia
I fiumi umbri sono tra i più lunghi del Centro Italia, essendo la regione situata al centro della penisola; non a caso, vi scorre il terzo fiume più lungo d'Italia, il Tevere, del quale sono presenti importanti affluenti quali il Paglia, che scorre per 86 km e vi sfocia presso il comune di Orvieto; il Chiascio, che bagna l'Umbria settentrionale per 82 km; il Nera che nasce nelle Marche e sfocia nel Tevere presso Orte dopo 116 km di percorso; il Nestóre, che bagna l'Umbria centrale per 53 km e raccoglie le acque del torrente Fersinone, lungo cui sono stati rinvenuti resti del Neolitico; il Clitunno, che dopo 60 km di percorso si getta nel Topino, lungo 77 km e tocca la città di Foligno per gettarsi infine nel Chiascio.

#### Alluvioni
L'Umbria è stata segnata dalle alluvioni, in particolare dal Tevere, che nel 1950 straripò ben 37 volte. Negli ultimi anni, però, oltre al Tevere si sono fatti sentire anche il Nestore, che con la piena del 12 novembre 2012 ha toccato la portata straordinaria di 1 002 metri cubi d'acqua al secondo, nonché il Paglia, che nella stessa occasione ha toccato i 1 100 metri cubi d'acqua al secondo.

### Clima
Il clima della regione è molto vario a causa delle differenze di altitudine. In pianura e in collina è di tipo mediterraneo con siccità estiva, mentre nelle zone di montagna è di tipo temperato subcontinentale e, sulle quote più elevate, temperato fresco, con precipitazioni spesso notevoli soprattutto in primavera e autunno. Le temperature medie annue dei centri più importanti sono generalmente comprese fra gli 11,2 °C di Norcia e i 15 °C di Terni passando per i 12,9 °C di Spoleto, i 13,1 °C di Perugia, per i 14,0 °C di Marsciano e i 14,2 °C di Foligno. L'altitudine gioca un ruolo importante: Norcia, a 604 m s.l.m. ha una temperatura media del mese più freddo (gennaio) di circa 1,1 °C mentre Perugia (493 m s.l.m.) e Spoleto (396 m s.l.m.) presentano valori di quasi 3 °C superiori (Perugia 4,0 °C). Terni è sicuramente la città umbra che vanta il clima invernale più mite (6,3 °C la media giornaliera in gennaio). Le temperature medie del mese più caldo (luglio) variano fra i 21 °C circa di Norcia e i 25 °C circa di Terni (Perugia: 23 °C circa), ma con picchi che superano i 40° nella Valle Umbra. Le precipitazioni sono per lo più comprese fra i 700 e i 1 100 mm (Perugia: 893 mm), ma sono ripartite in un numero di giorni piuttosto limitato: fra gli 80 e i 100.

### Parchi
I parchi naturali regionali in Umbria sono sei, dei quali cinque in provincia di Perugia e uno in provincia di Terni.
- Parco del Monte Cucco
- Parco del monte Subasio
- Parco del Lago Trasimeno
- Parco di Colfiorito
- Parco fluviale del Tevere
- Parco fluviale del Nera

A questi va aggiunto il Parco nazionale dei Monti Sibillini che è condiviso con la regione delle Marche, dove ha sede l'ente parco.

## Storia
(Plinio il Vecchio, Naturalis historia, III, 112-113)
L'Umbria venne abitata in epoca protostorica e storica a est del Tevere dagli Umbri, e a ovest dello stesso, dagli Etruschi. Nel 672 a.C. viene fissata la fondazione di Terni. Nel 295 a.C. dopo la battaglia di Sentino fu conquistata dai Romani, che vi stanziarono alcune colonie e ne attraversarono il territorio con la via Flaminia (220 a.C.). Vi ebbe luogo la battaglia del Trasimeno durante l'invasione di Annibale nel corso della seconda guerra punica e Perugia venne espugnata e data alle fiamme nel Bellum Perusinum, durante la guerra civile tra Marco Antonio e Ottaviano nel 40 a.C.

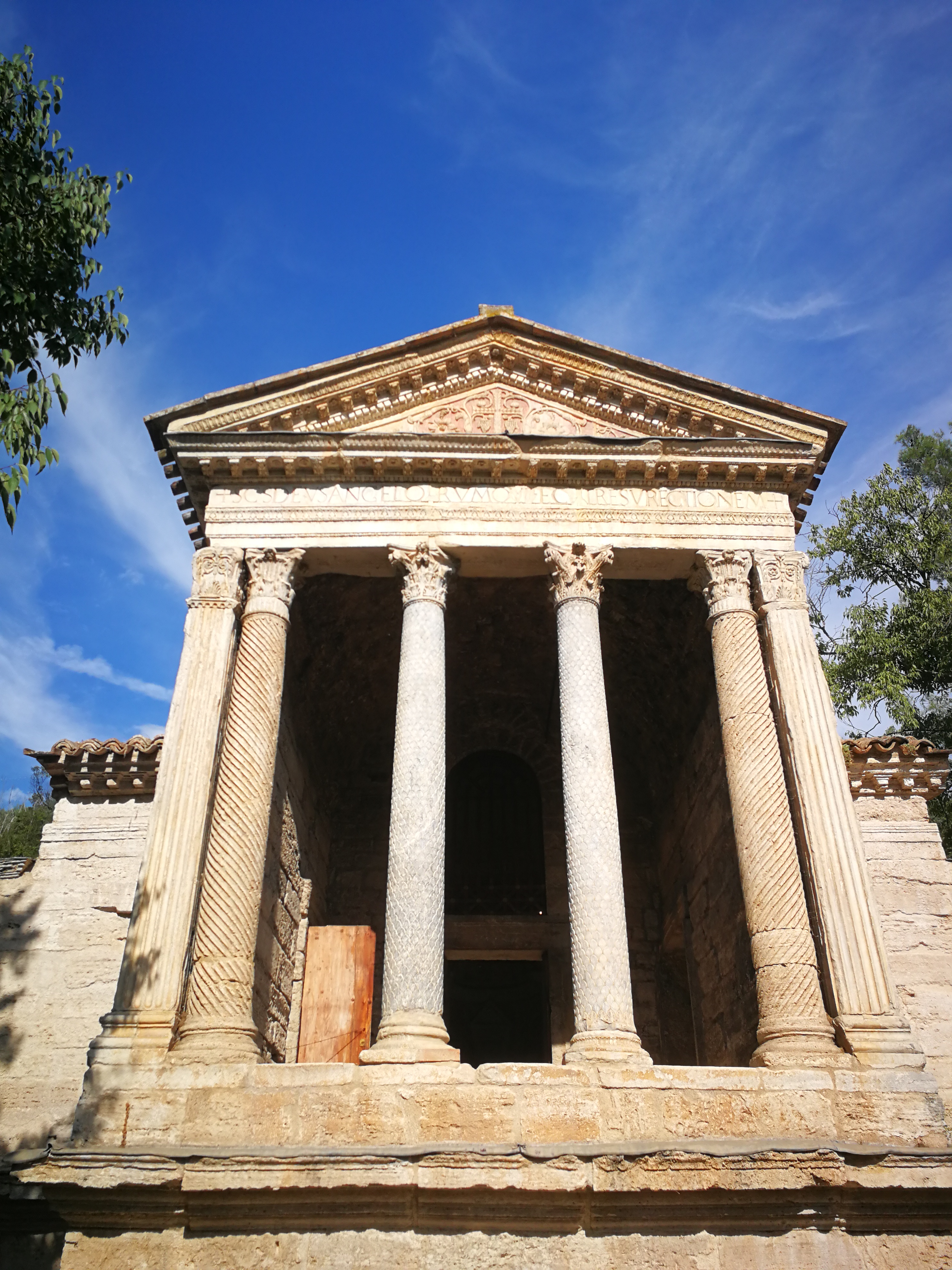
Tempietto del Clitunno

Il territorio della regione, dopo la fine dell'Impero romano, vide le lotte tra Ostrogoti e Bizantini e la fondazione nella parte meridionale della regione del longobardo Ducato di Spoleto (indipendente tra il 571 e la metà del IX secolo). Ai Bizantini rimase comunque il cosiddetto corridoio bizantino, striscia di territorio estesa lungo il corso della via Flaminia e con centri principali Perugia e Todi e facente capo all'Esarcato di Ravenna. La zona più a nord della regione era sempre sotto controllo longobardo e facente parte del Ducato di Tuscia.
Carlo Magno conquistò gran parte dei domini longobardi e li cedette al Papa. Le città ebbero in seguito una certa autonomia divenendo liberi comuni e furono spesso in guerra tra loro, inserendosi nel più generale conflitto tra papato e impero e tra guelfi e ghibellini.Nel XIV secolo nacquero diverse signorie locali che furono quindi assorbite dallo Stato Pontificio, sotto cui la regione rimase fino alla fine del XVIII secolo. Nel 1441 papa Eugenio IV cede Sansepolcro alla Repubblica fiorentina, e la città passa così dalla sfera di influenza tifernate alla Toscana. Con le vicende successive alla Rivoluzione francese fece parte della Repubblica romana (1798-1799) e dell'Impero napoleonico (1809-1814).
Dopo la parentesi napoleonica, nel 1815 l'Umbria tornò allo Stato Pontificio fino al settembre 1860, quando, a seguito della conquista di tutte le principali città umbre da parte dell'esercito piemontese, tutti i territori della regione furono annessi al Regno di Sardegna. L'annessione verrà ufficializzata con il plebiscito del 4 novembre 1860.
Dopo l'Unità d'Italia (1861), il nuovo Stato italiano sceglie Perugia come capoluogo di una vastissima provincia, che si estende fino alla Sabina (nel Lazio e in Abruzzo) e annette Gubbio dalle Marche. Solo qualche decennio dopo, negli anni venti del XX secolo, tale territorio verrà ridimensionato: vengono sanciti il passaggio della Sabina al Lazio, e la costituzione della nuova provincia umbra di Terni, determinando così il definitivo assetto geografico e amministrativo della Regione Umbria, tuttora vigente.

### Principali resti archeologici sulla preistoria dell'Umbria

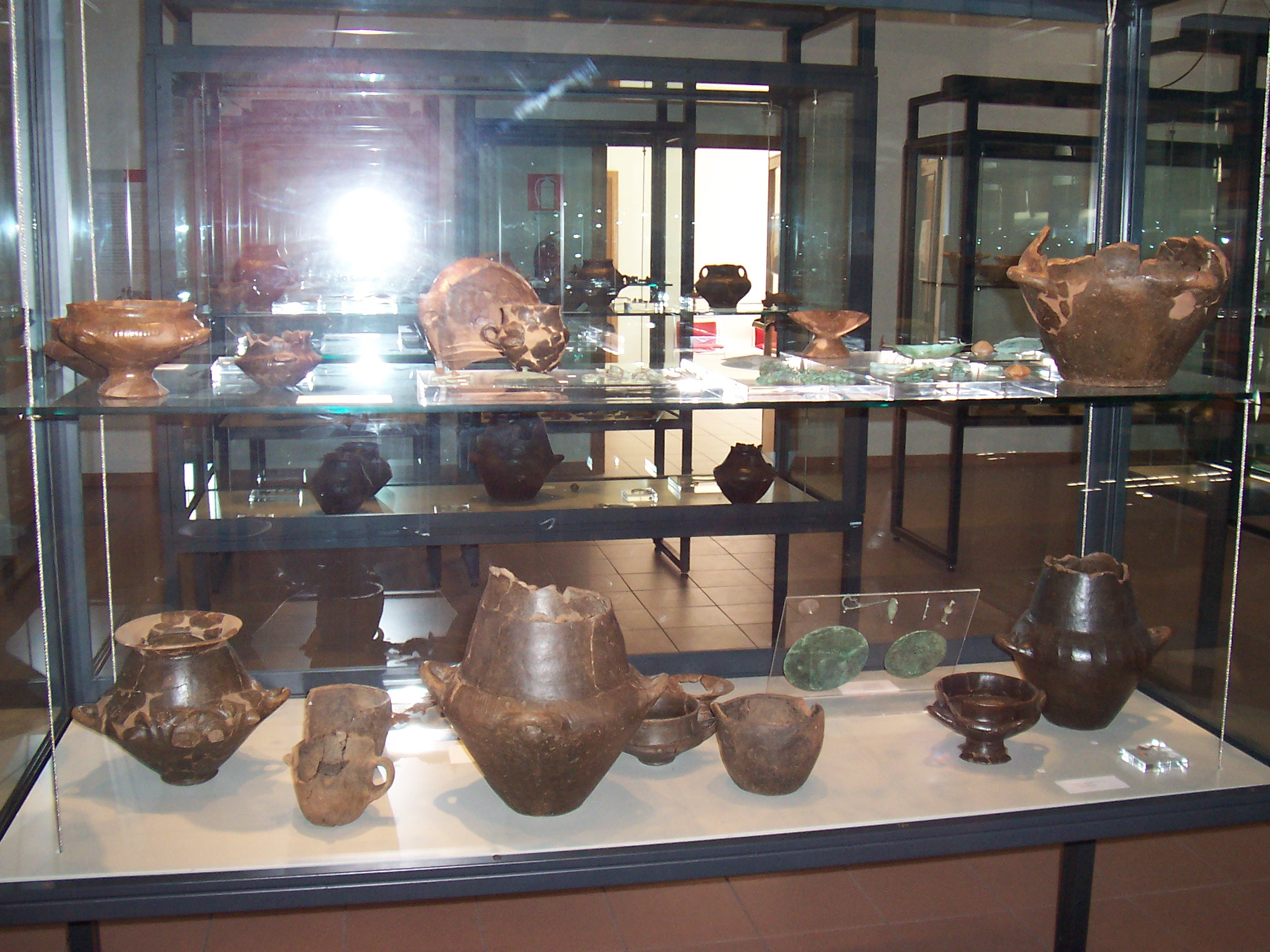
Museo archeologico di Colfiorito

Nel Museo archeologico nazionale dell'Umbria, al Museo "Claudio Faina" di Orvieto e al Museo archeologico di Colfiorito sono conservati numerosi reperti preistorici che attestano come l'Umbria cominciò a essere abitata già dal Paleolitico. In particolare, la statuetta di nome Venere del Trasimeno, rinvenuta nei pressi del lago Trasimeno, è risalente al Paleolitico superiore.

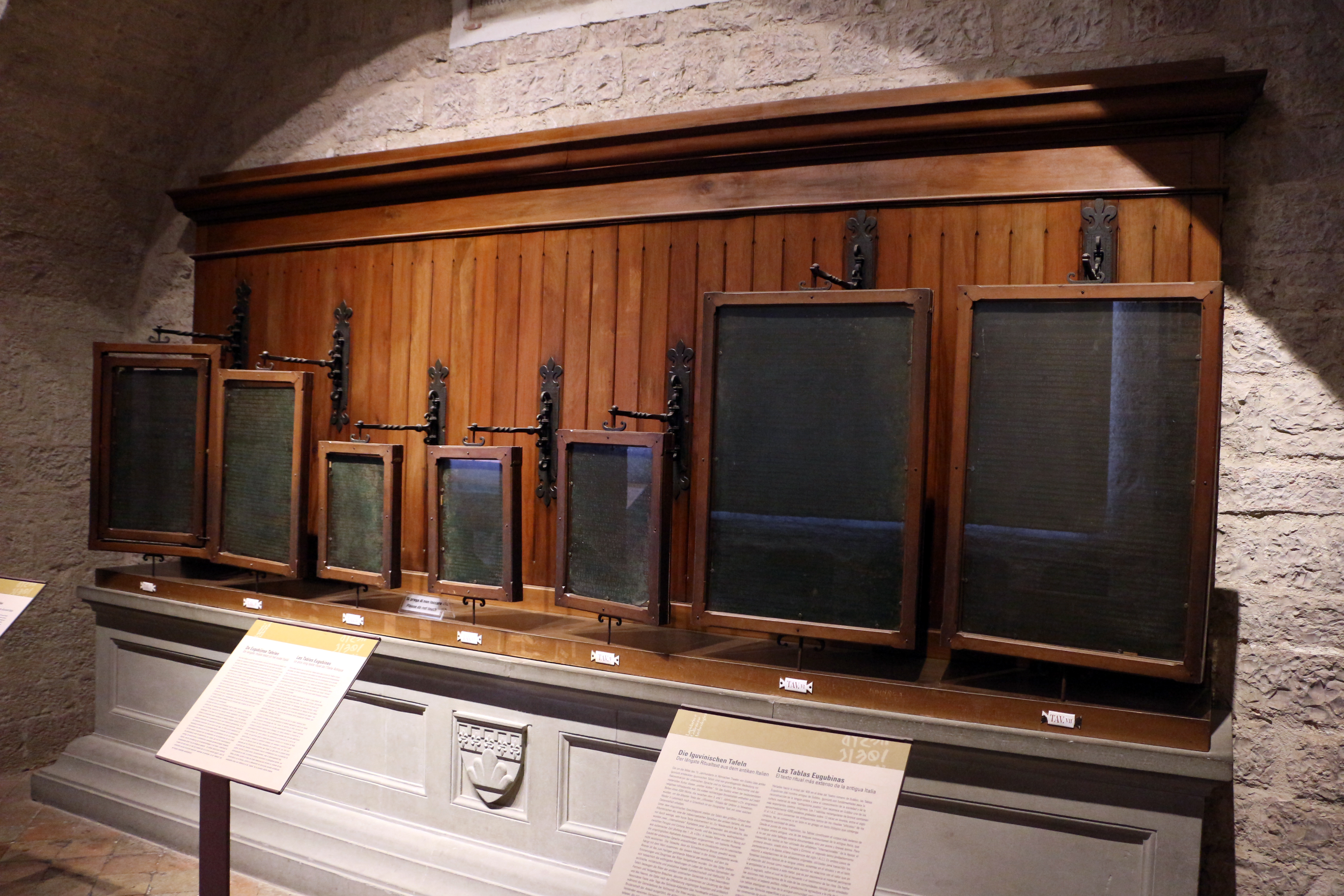
Le sette Tavole eugubine, che permisero di comprendere in parte la lingua degli antichi Umbri

A Poggio Aquilone di San Venanzo (TR) e nelle frazioni di Marsciano, Morcella e Migliano sono state rinvenute tombe appartenenti al Neolitico superiore lungo il corso del torrente Fersinone, affluente di destra del Nestore. La "Buca del Diavolo" profonda 8 metri con 7 metri di acqua cristallina del Fersinone che si snoda tra la frazione di San Venanzo, San Vito in Monte, Parrano e Migliano (Marsciano), complesso carsico alle pendici dei colli a nord del Monte Peglia, costituiscono uno dei più interessanti siti archeologici della preistoria umbra, presenti anche sul corso del Calvana, altro affluente del Nestore, seppur in maniera ridotta, ai piedi di Rotecastello. Abitate sin dal Paleolitico superiore, i reperti archeologici rinvenuti al loro interno a partire dai primi scavi del Calzoni (attorno agli anni trenta), testimoniano la presenza di una notevole industria litica. Al periodo di transizione dall'età del bronzo a quella del ferro è riferibile il sepolcreto di Monteleone di Spoleto, famoso soprattutto per aver riportato alla luce lo splendido carro bronzeo laminato d'oro, oggi conservato al Metropolitan Museum di New York. Famosi i resti di Terni della grande necropoli delle Acciaierie (una delle più importanti d'Europa, rinvenuti alla fine dell'Ottocento).

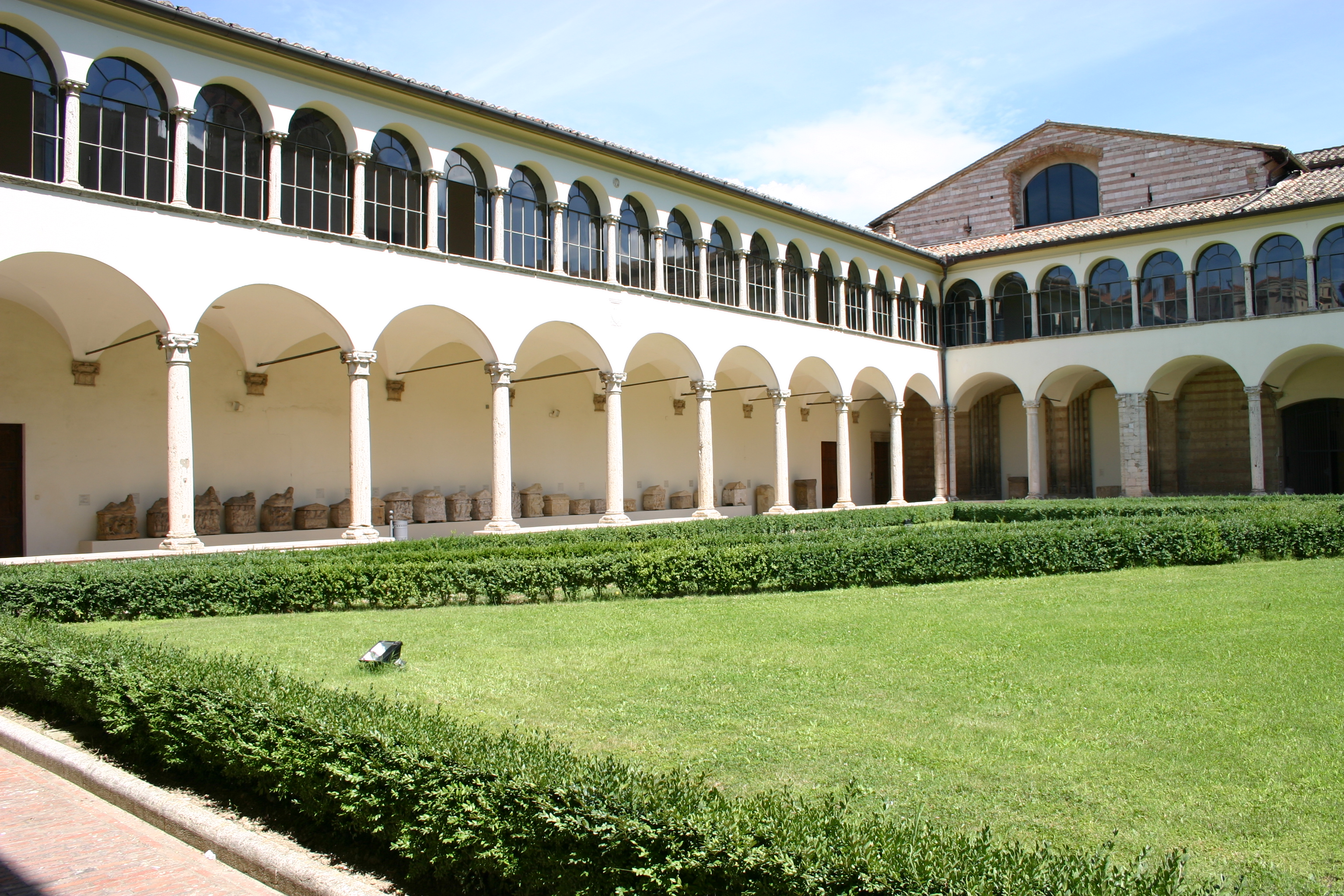
Museo archeologico nazionale dell'Umbria a Perugia

Molto importante per la comprensione degli antichi Umbri sono le Tavole eugubine, sette tavole bronzee con testo redatto in lingua umbra ma con alfabeto latino. Sono attualmente conservate nel Museo Civico del Palazzo dei Consoli di Gubbio, città dove vennero ritrovate nel 1444. Il loro rinvenimento permise di comprendere in parte l'antica lingua.
Vista l'enorme importanza delle Tavole eugubine, Giacomo Devoto, uno dei più importanti glottologi e linguisti del Novecento, le definì:
(Giacomo Devoto, Le tavole di Gubbio)

## Arte e cultura

### Spiritualità e santuari
L'Umbria mistica nasce con quello che sarà il fondatore del monachesimo: San Benedetto da Norcia (480-547). I monasteri da lui creati hanno fatto la storia e la cultura della religiosità. In Umbria i monasteri più importanti sono San Pietro, a Perugia, Sassovivo, nei pressi di Foligno, Santa Maria di Valdiponte, a Montelabate vicino a Perugia, San Benedetto del monte Subasio, nei pressi di Assisi, San Salvatore di Monte Corona, e l'abbazia di Petroia, nei pressi di Città di Castello.
Nel XIII secolo ad Assisi nacquero due figure importanti per il cattolicesimo: san Francesco (1182-1226) e santa Chiara. Gli splendidi affreschi di Giotto, Cimabue, Pietro Lorenzetti e Simone Martini, presenti nella basilica assisana, fanno ben comprendere la potenza della religiosità medioevale e il fervore mistico del tempo. A Todi, nella cripta della chiesa di San Fortunato, riposa Jacopone da Todi, seguace di san Francesco e noto poeta, conosciuto soprattutto per lo Stabat Mater.

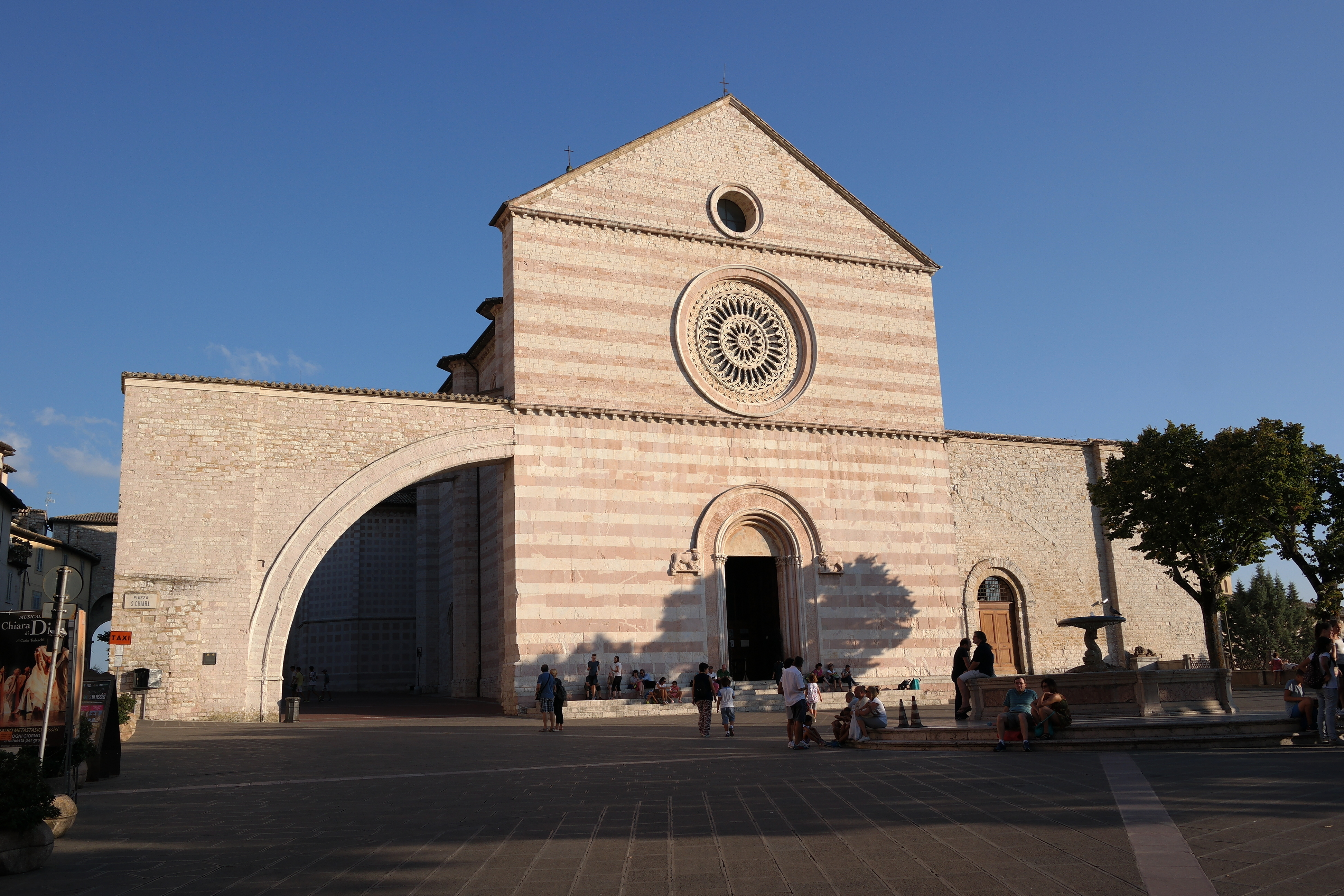
La basilica di Santa Chiara ad Assisi

Ai monasteri benedettini e francescani si aggiunge la basilica e il monastero di Santa Rita a Cascia, mentre a Terni troviamo la basilica dedicata a san Valentino, vescovo ternano decapitato a Roma nel 273.
A Orvieto, è presente il maestoso Duomo, fondato nel 1290 per volere di papa Niccolò IV. Nel 1350 venne costruita la cappella del Sacro Corporale, che contiene la reliquia con il miracolo eucaristico di Bolsena, da cui ha avuto origine la festa del Corpus Domini, istituita da papa Urbano IV proprio a Orvieto.
A Gubbio, nella basilica in cima al monte Ingino, riposa la salma di Sant'Ubaldo, il santo patrono della città, che viene onorato dagli eugubini ogni 15 (e 16) maggio con la celebre Festa dei Ceri.
Vanno infine citati san Rinaldo di Nocera Umbra, san Ponziano di Spoleto, San Fortunato di Todi, san Feliciano di Foligno, e ancora la santa Angela da Foligno, santa Chiara da Montefalco, san Rufino di Assisi, e il Beato Angelo di Gualdo Tadino. Meritano una citazione anche Madre Speranza, fondatrice dell'ordine dei "Figli e ancelle dell'Amore Misericordioso", sepolta a Collevalenza di Todi, e la beata Giovanna da Orvieto, protettrice delle sarte e delle lavoranti dell'ago.

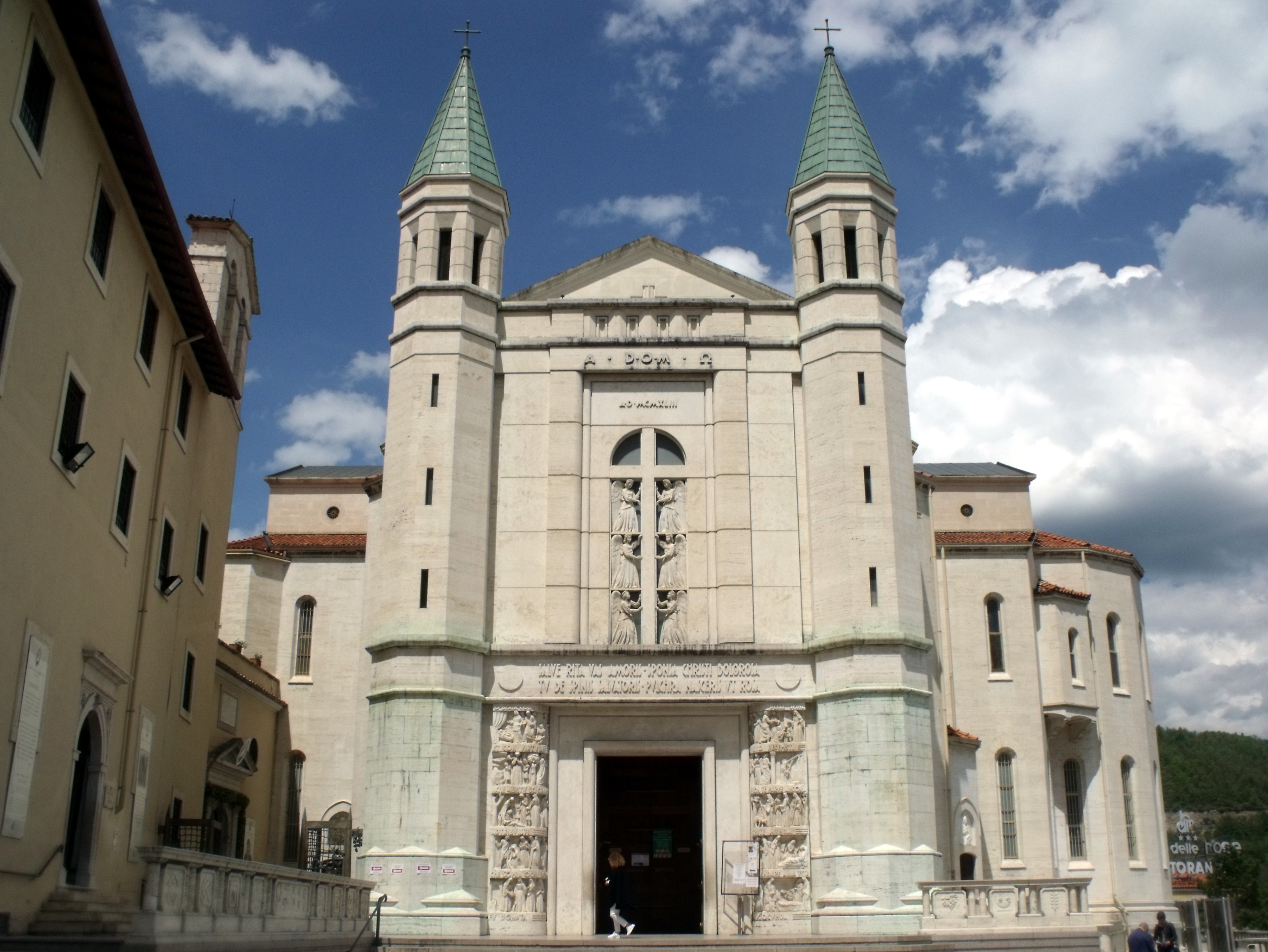
La basilica di Santa Rita da Cascia

Numerosi i santuari mariani, tra cui quelli di Santa Maria delle Grazie a Città di Castello (sec. XV); Madonna del Transito a Canoscio e Santa Maria della Stella presso Montefalco (entrambi del sec. XIX); Santa Maria di Petriolo a Citerna; Madonna de La Salette a Salmata, presso Nocera Umbra; e i due dedicati alla Madonna di Fátima a Città della Pieve e Renzetti (del sec. XX).
Da ricordare, infine, la cattedrale di Amelia dove sono riposte le reliquie di santa Firmina, e la chiesa parrocchiale di Sambucetole dove è deposto il corpo di san Clemente.
La città di Assisi, infine, ha dato i natali, nel 1838, anche a San Gabriele dell'Addolorata, religioso passionista, un altro tra i santi più venerati del cattolicesimo. Vissuto tra Assisi e Spoleto morì, nel 1862, a Isola del Gran Sasso in Abruzzo, dove sorge il santuario a lui dedicato, meta di oltre due milioni di pellegrini all'anno. San Gabriele è stato, inoltre, proclamato patrono della Regione Abruzzo nonché compatrono della Gioventù cattolica italiana.

### Produzione artistica
Chiese romaniche, cattedrali gotiche, basiliche, cenobi, eremi e antichi palazzi stanno ancor oggi a testimoniare la grande produzione artistica che, dal XII al XVI secolo, diede all'Umbria capolavori immortali (è consigliabile approfondire città per città in dettaglio).
Sull'onda del grande fervore religioso, impresso soprattutto dagli ordini mendicanti, gli artisti da tutte le parti d'Italia vennero nella regione a lavorare, facendo scuola con le loro opere straordinarie. Ma una disciplina, in particolar modo, segnò il trionfo artistico dell'Umbria: la pittura nel rinascimento. Relativamente al periodo delle avanguardie spiccano i nomi di Gerardo Dottori a Perugia, Alberto Burri a Città di Castello e Orneore Metelli a Terni.

### Manifestazioni folcloristiche

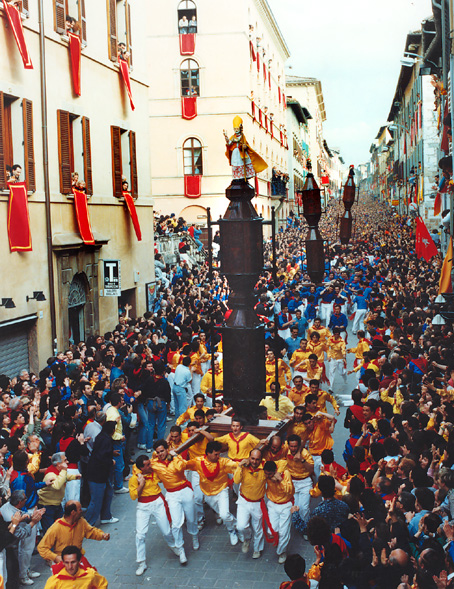
La celebre festa dei Ceri di Gubbio che si svolge ogni anno, dal 1160, in onore del patrono Sant'Ubaldo

Numerose sono le manifestazioni che si svolgono, soprattutto in estate, in molti centri dell'Umbria. Questi appuntamenti, alcuni noti anche a livello internazionale, fanno convergere nella regione turisti da tutto il mondo. Il folclore fornisce le chiavi per decifrare i frammenti del retaggio storico tramandato dalla memoria popolare e questo passato si esprime, oggi, anche con manifestazioni, mostre, rappresentazioni teatrali, festival e spettacoli musicali.
Celebri sono le manifestazioni folcloristiche della festa dei Ceri di Gubbio e del Palio dei terzieri di Città della Pieve. Vi sono poi tutta una serie di rievocazioni storiche come la Quintana, di origine folignate, che rievoca i costumi del 1600, il Palio della Balestra a Gubbio, il Palio di San Michele a Bastia Umbra, il Palio dei terzieri a Città della Pieve, la festa Medievale del Calendimaggio ad Assisi e la Corsa all'Anello di Narni. Il palio dei Colombi ad Amelia e il Palio delle Botti a Marsciano rievocano le tradizioni campagnole. A queste si affiancano numerosi altri eventi molto conosciuti e rinomati, come il Mercato delle Gaite di Bevagna e la Processione del Cristo Morto, nel giorno del venerdì Santo, di Gubbio.

### Manifestazioni culturali

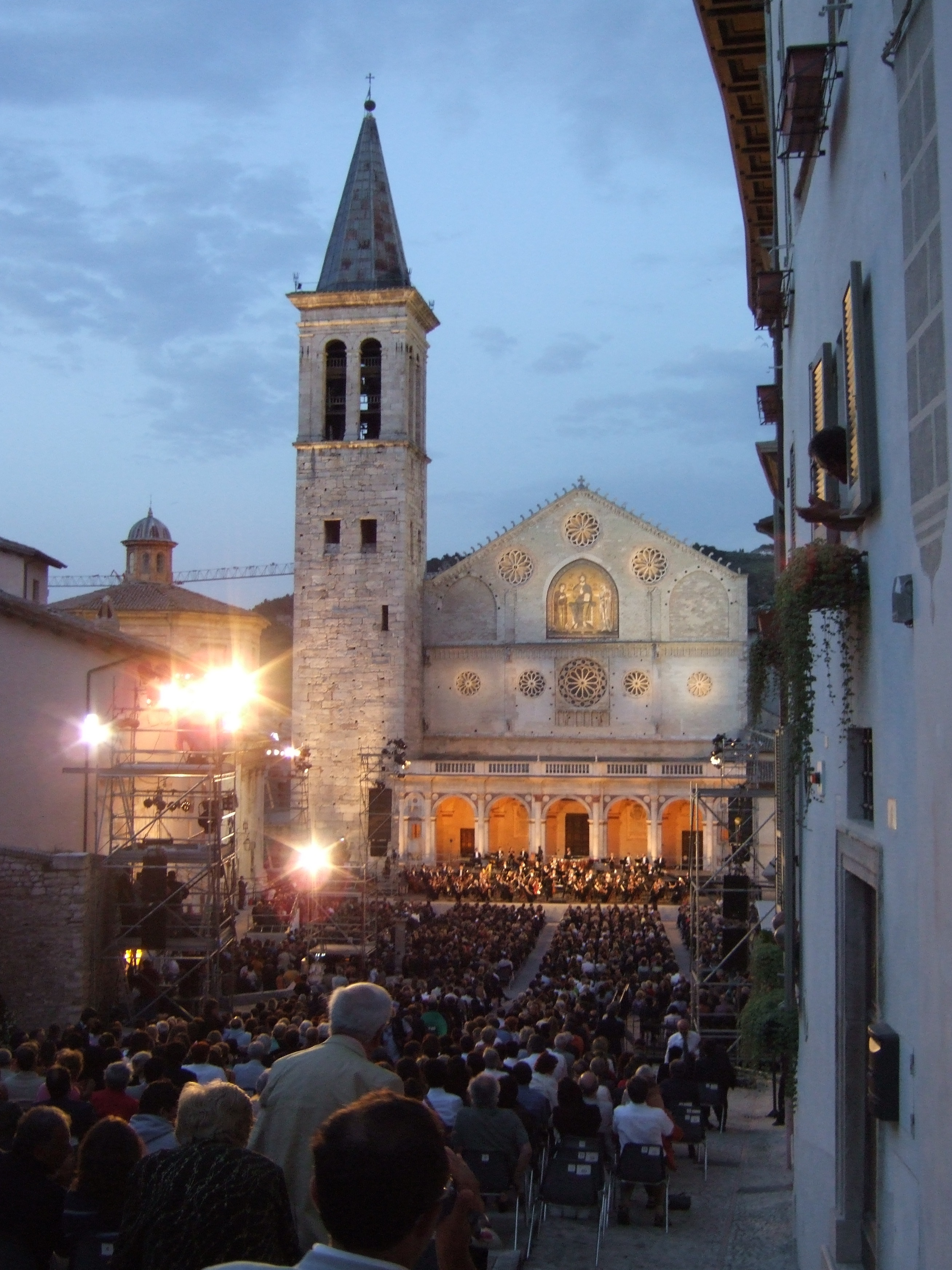
Il Festival dei Due Mondi di Spoleto

Come in ogni altra regione, anche i vari comuni dell'Umbria, nel corso dell'anno, propongono piccole o grandi manifestazioni culturali che spaziano dalla musica al teatro. Alcune sono riferibili a livello locale ma altre assumono valenza nazionale e internazionale come il Festival dei Due Mondi di Spoleto, Umbria Jazz Festival di Perugia e Trasimeno Blues Festival che si svolge in diversi comuni intorno al lago Trasimeno.

### Media
Come evidenziato dal Quinto Rapporto Censis-UCSI sulla comunicazione in Italia 2005, nonostante quello che si ritenga, cresce il consumo dei media, un consumo molto vario a seconda del genere e delle generazioni. Anche l'Umbria, pur essendo una piccola regione, non è esente da questa tendenza positiva, tanto è vero che, solo nel 2007, sono apparsi sulla piazza due nuovi quotidiani, che hanno subito preso piede tra i lettori umbri. Cresce anche l'uso (e l'utilizzo) di Internet quale mezzo di informazione, mentre la radio ha notevolmente aumentato il successo di pubblico. Unico lato negativo sono le televisioni che fanno fatica a reggere allo strapotere dei network nazionali e all'aumento di pubblico che preferisce la TV satellitare.

### Comprensori
Il territorio umbro fu diviso, negli anni settanta, in dodici comprensori, all'interno di ciascuno dei quali si osserva un certo grado di omogeneità a livello geografico e orografico, linguistico-dialettale e turistico. Essi erano:
- Comprensorio perugino
- Comprensorio ternano
- Comprensorio tifernate
- Comprensorio eugubino gualdese
- Comprensorio amerino
- Comprensorio assisano
- Comprensorio folignate
- Comprensorio orvietano
- Comprensorio spoletino
- Comprensorio trasimeno
- Comprensorio tudertino
- Comprensorio valnerino

### Circondari
Successivamente gli ambiti sub regionali furono ridotti a tre grandi circondari: Perugia, Foligno-Spoleto e Terni. Attualmente vi sono quattro circondari, chiamati A.T.I. (Ambiti Territoriali Integrati) e sono:
- N. 1 Città di Castello-Gubbio
- N. 2 Perugia
- N. 3 Foligno-Spoleto
- N. 4 Terni

## Società

### Evoluzione demografica
Andamento demografico dell'Umbria (abitanti censiti in migliaia)

### Comuni più popolosi

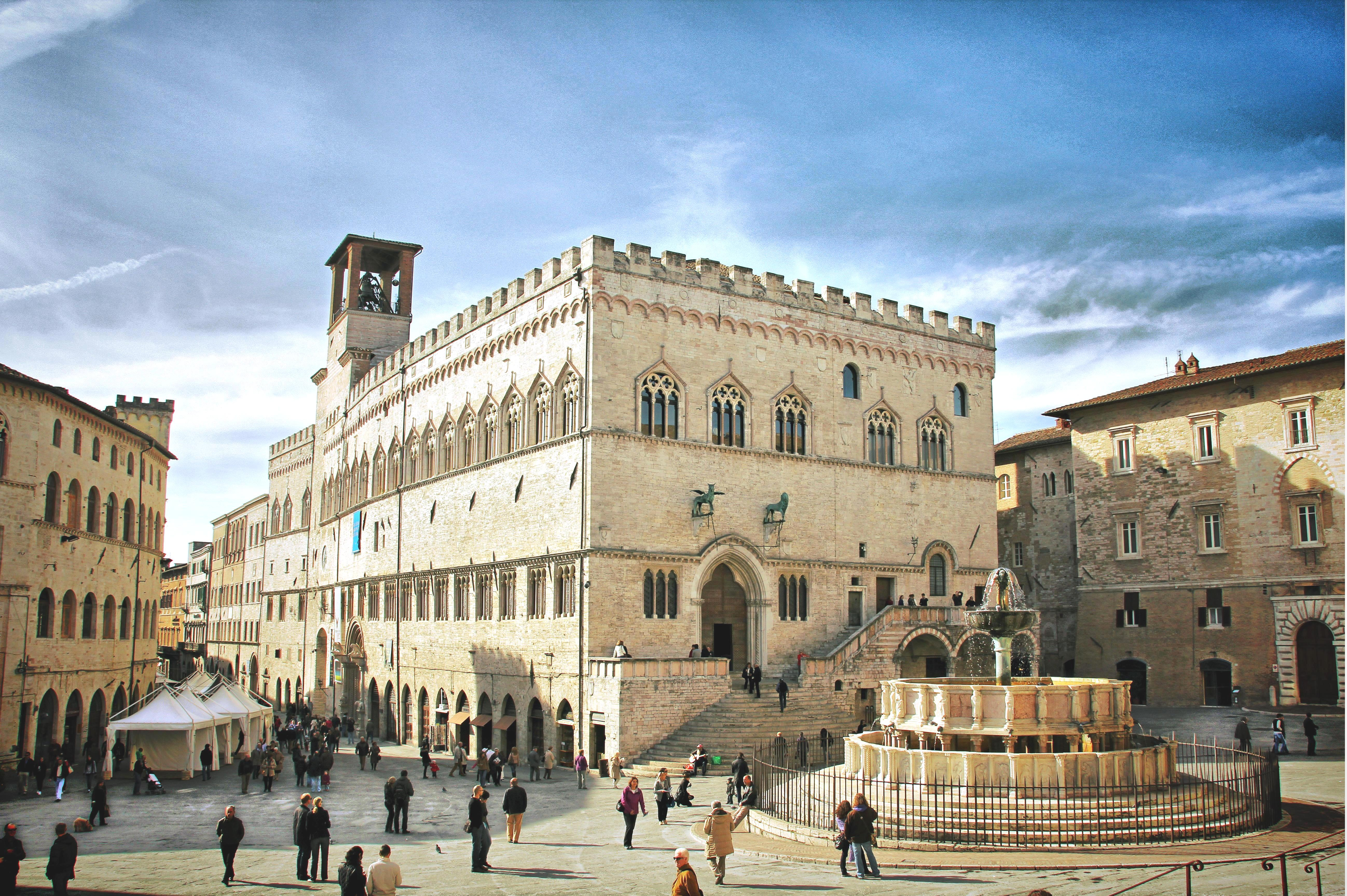
Perugia
Terni
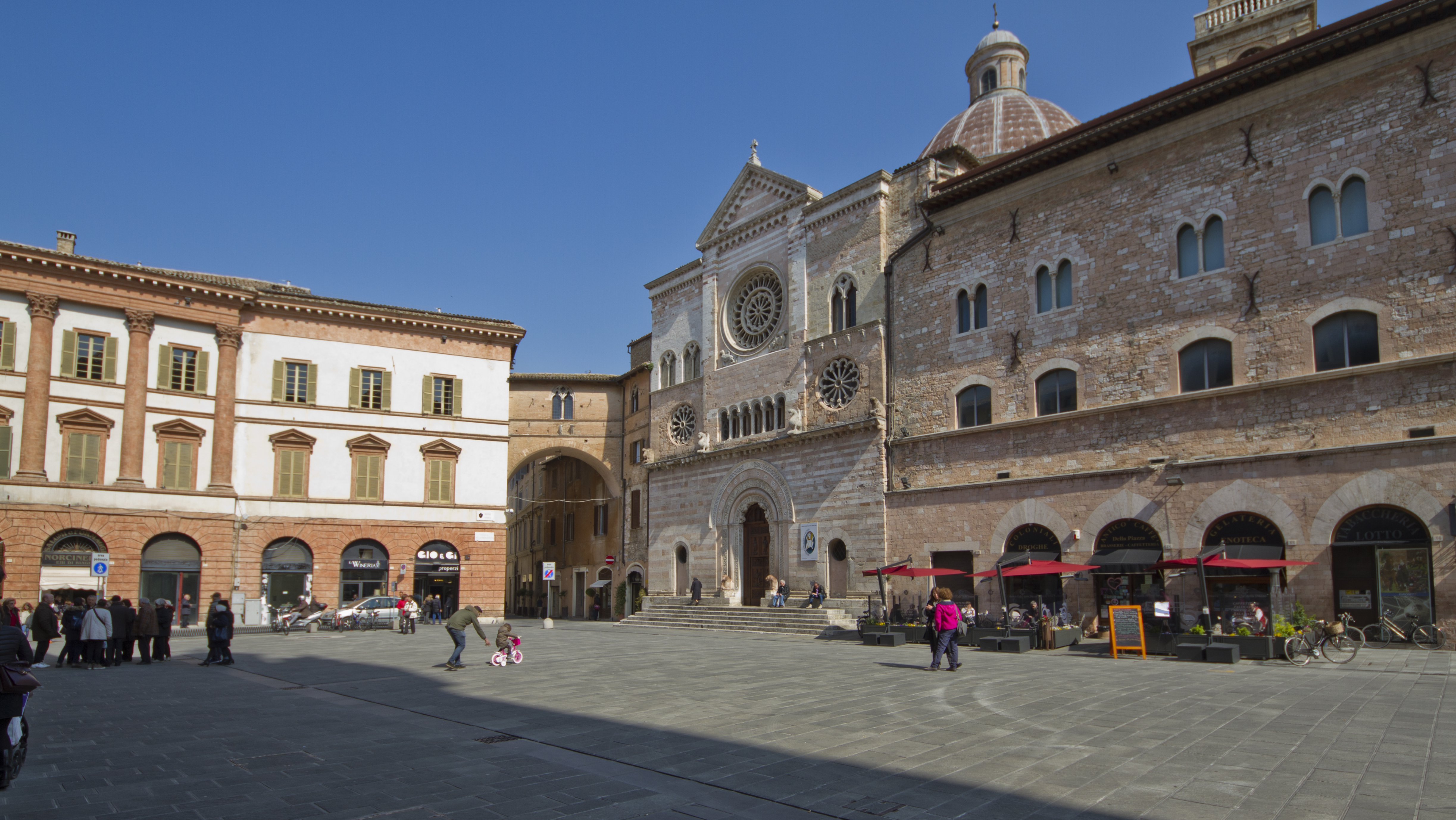
Foligno
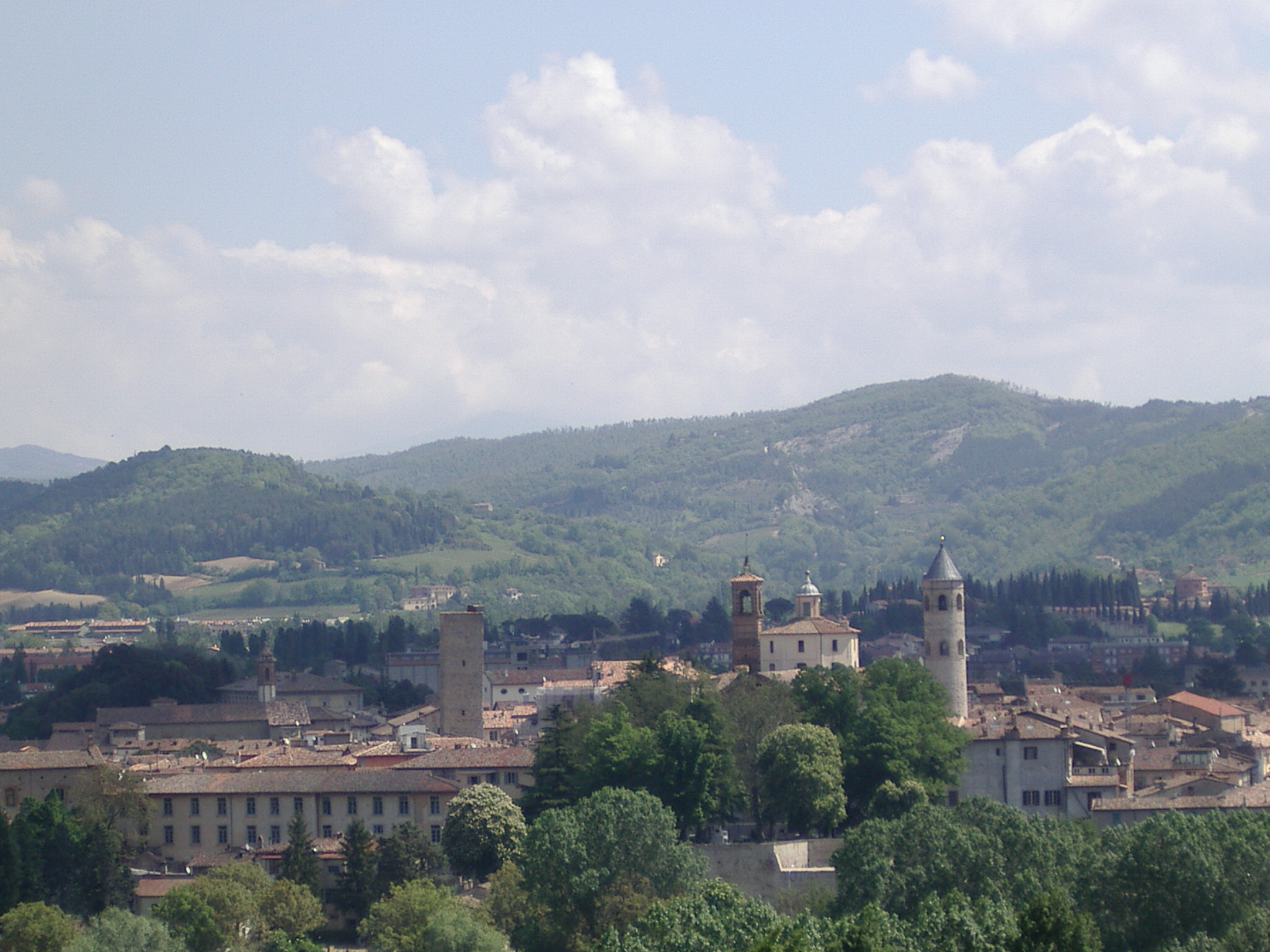
Città di Castello
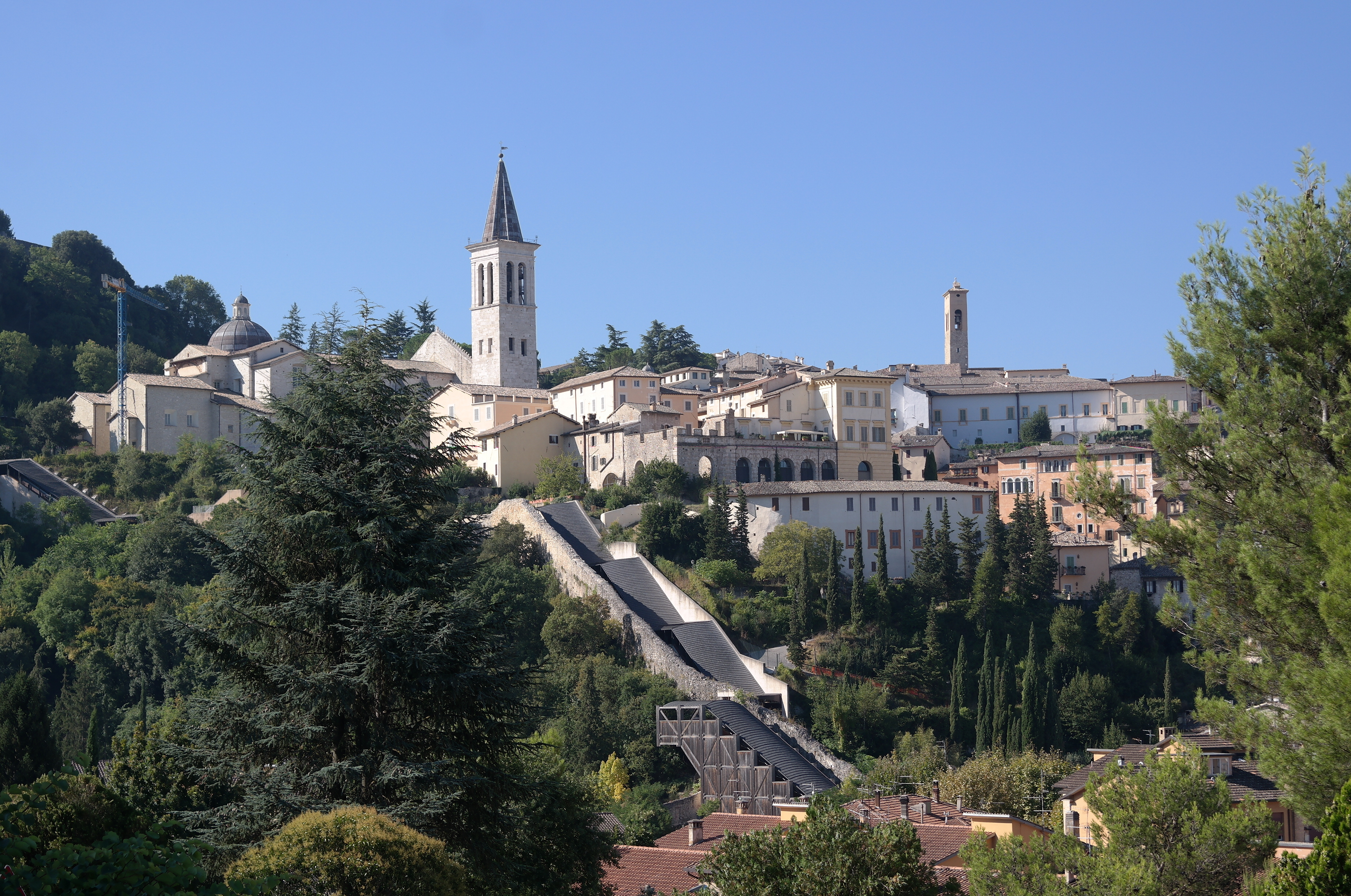
Spoleto
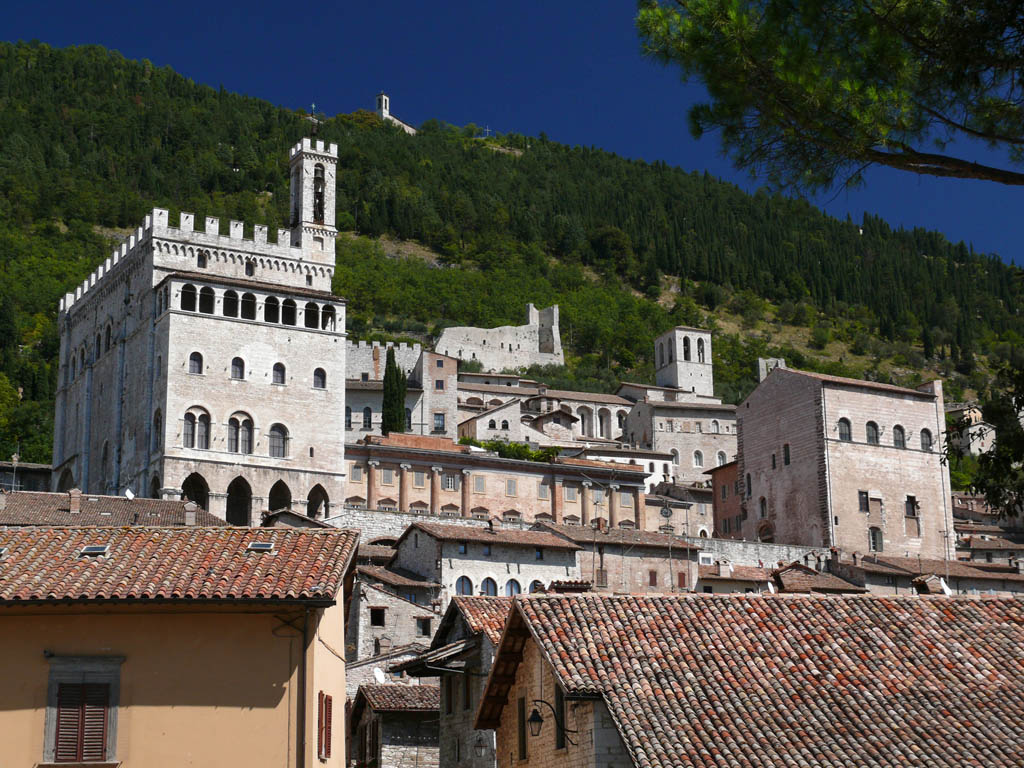
Gubbio
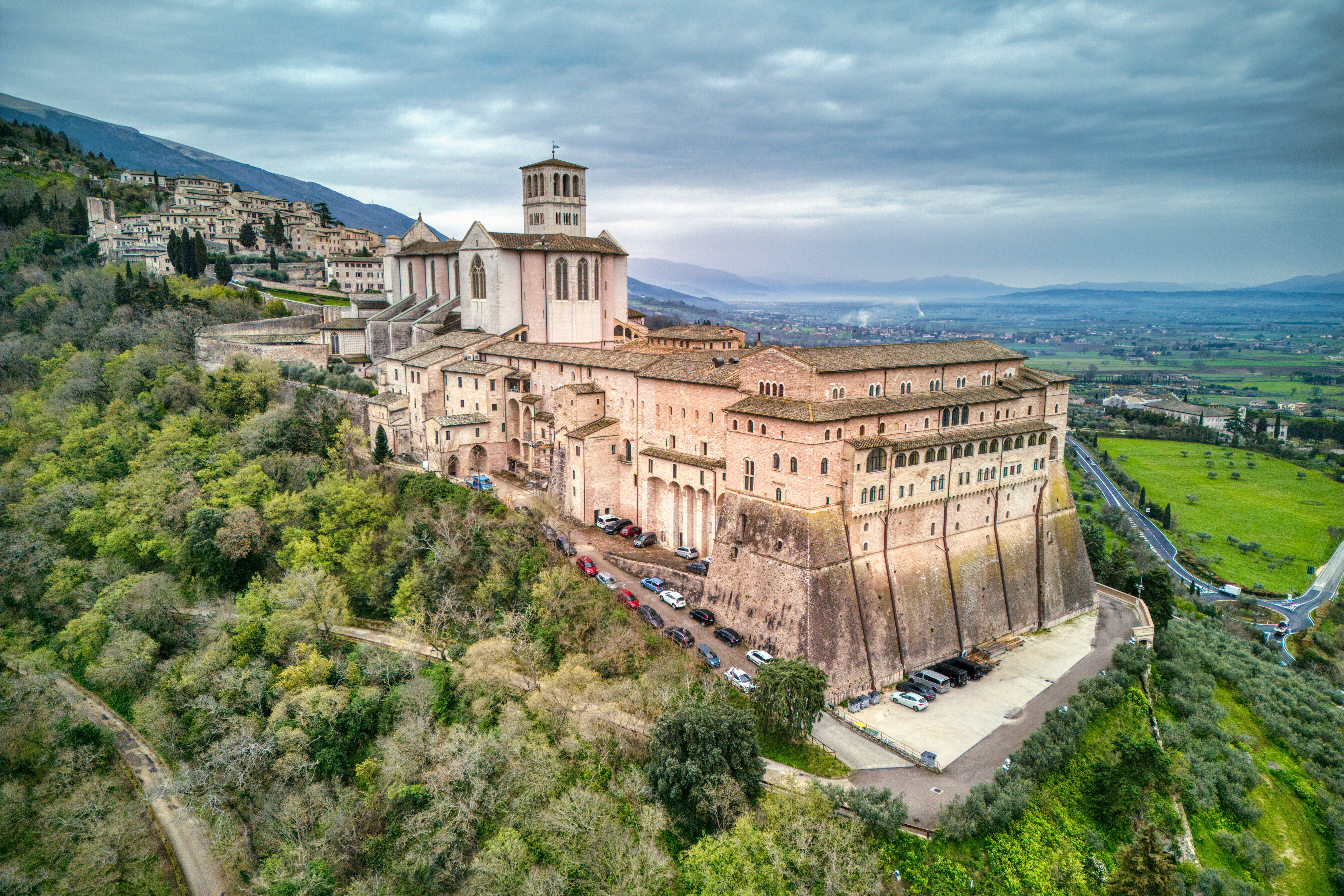
Assisi
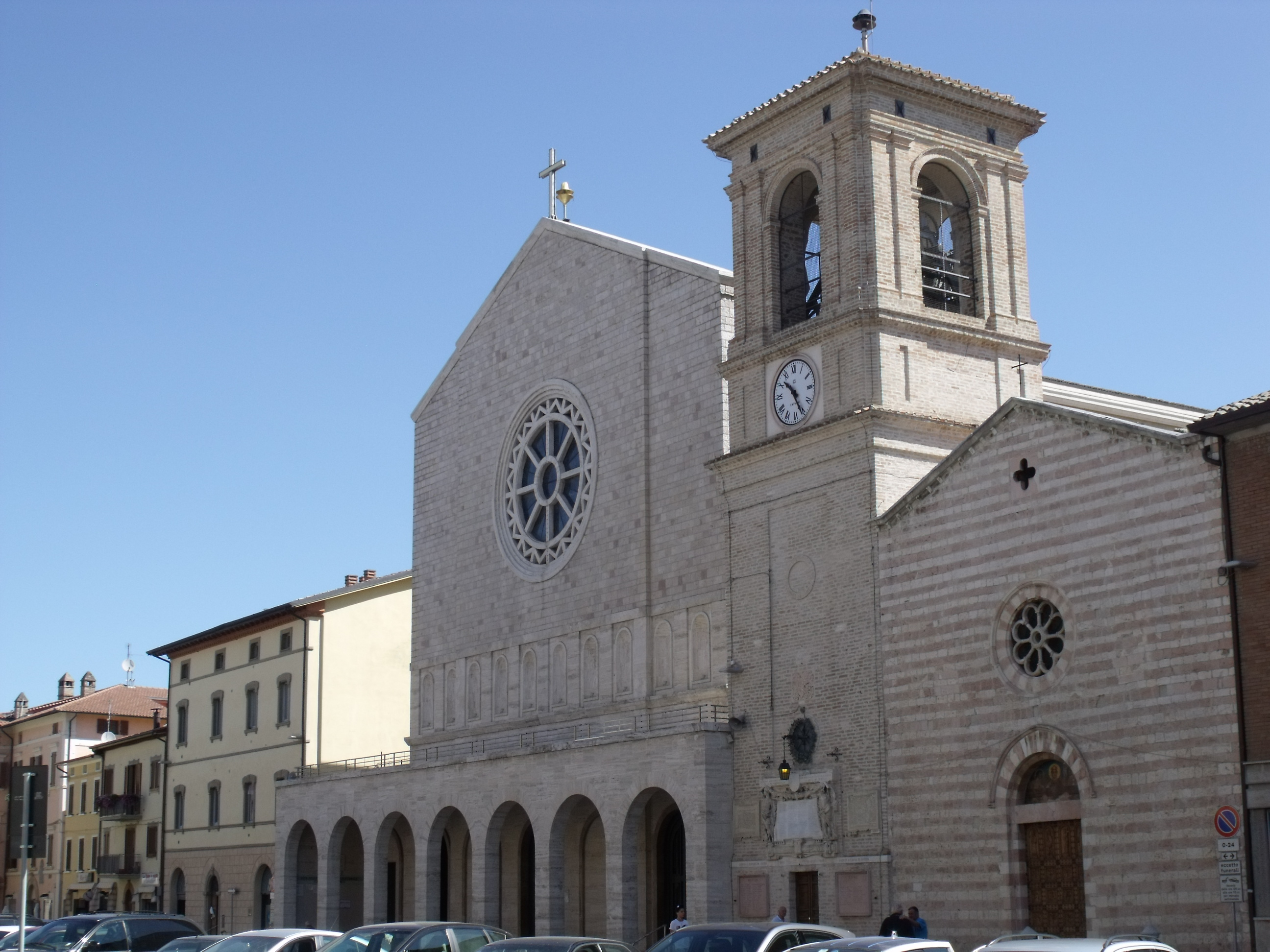
Bastia Umbra
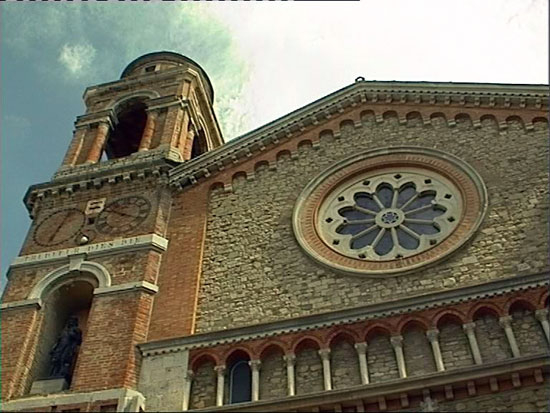
Marsciano
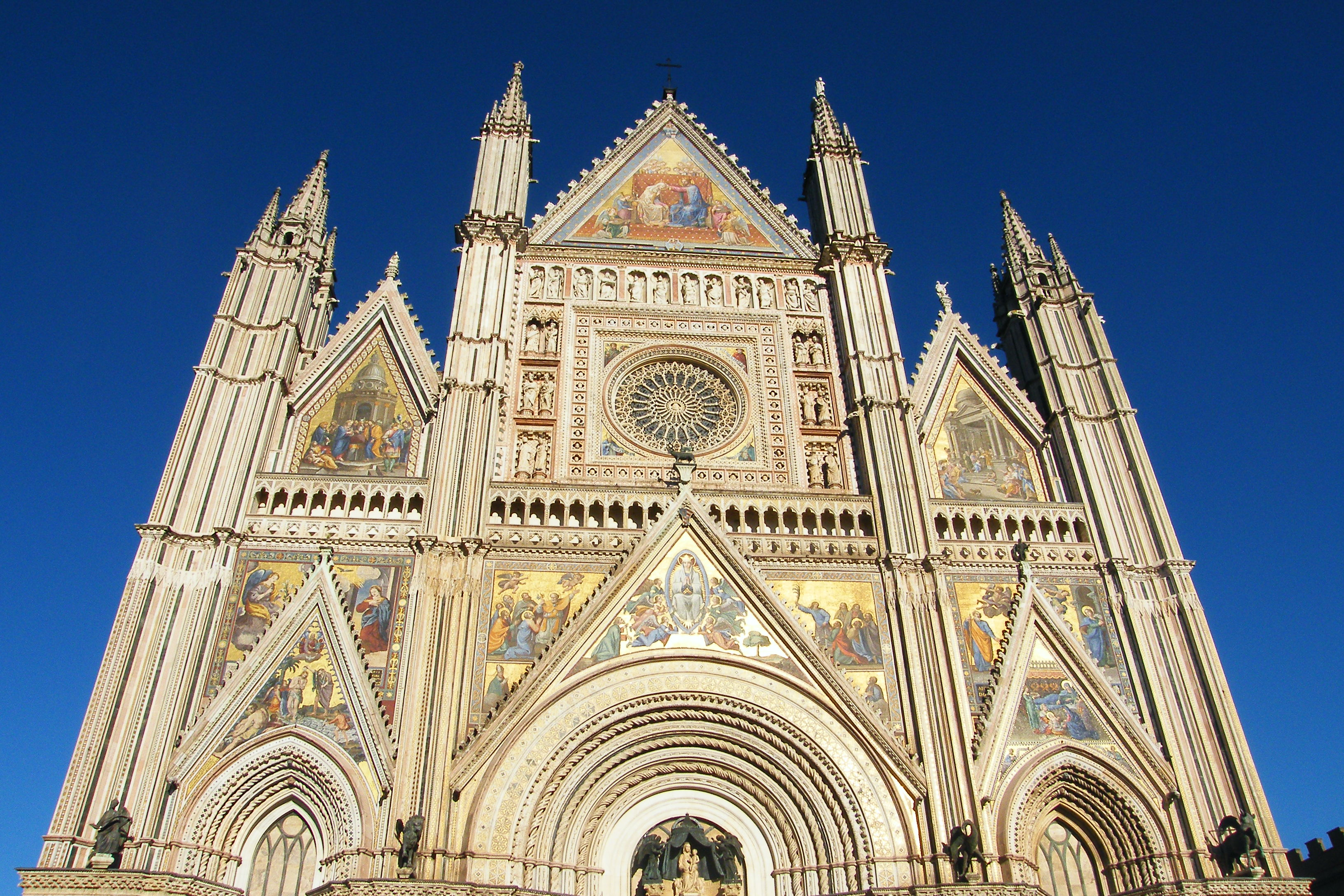
Orvieto
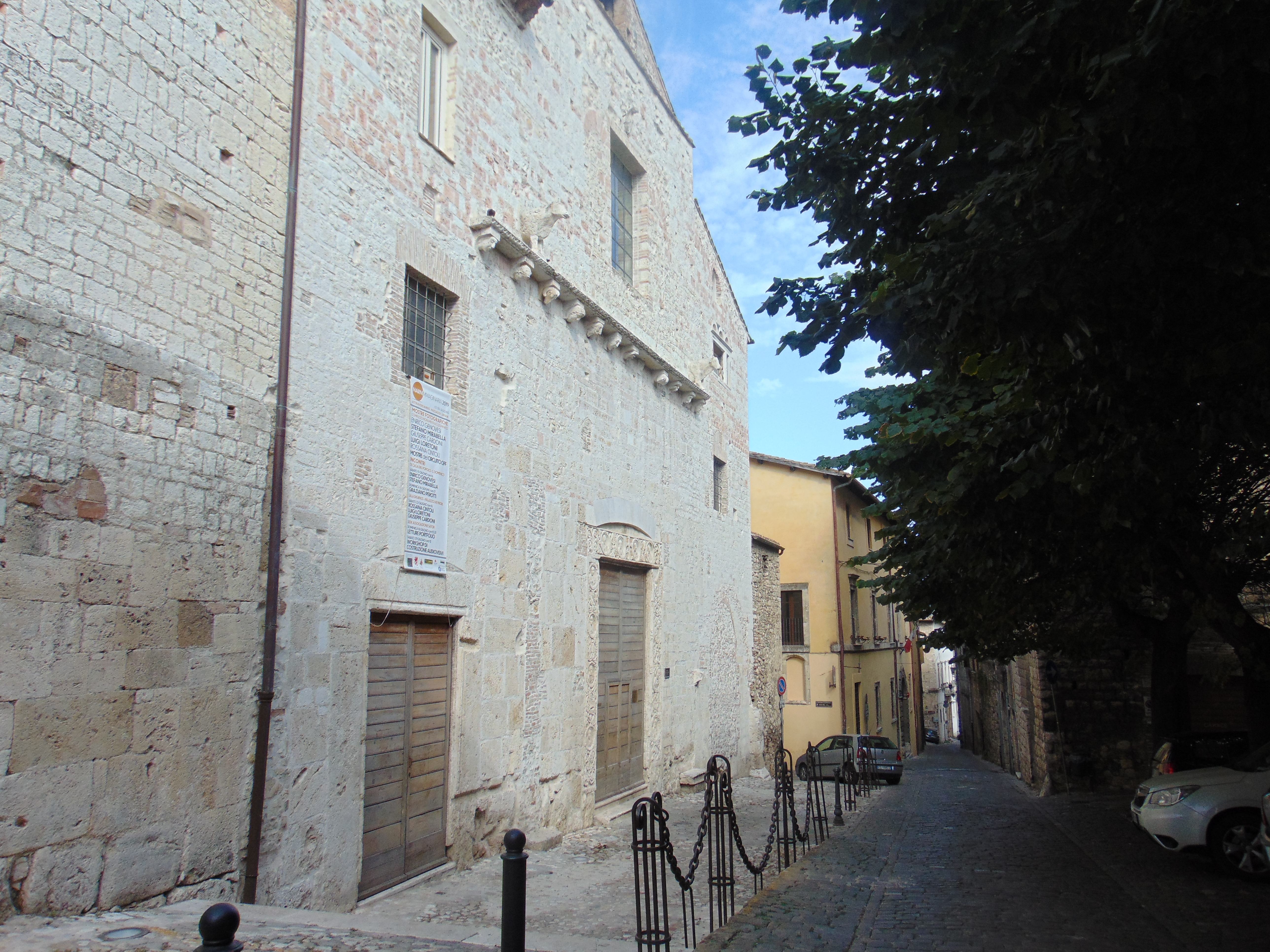
Narni
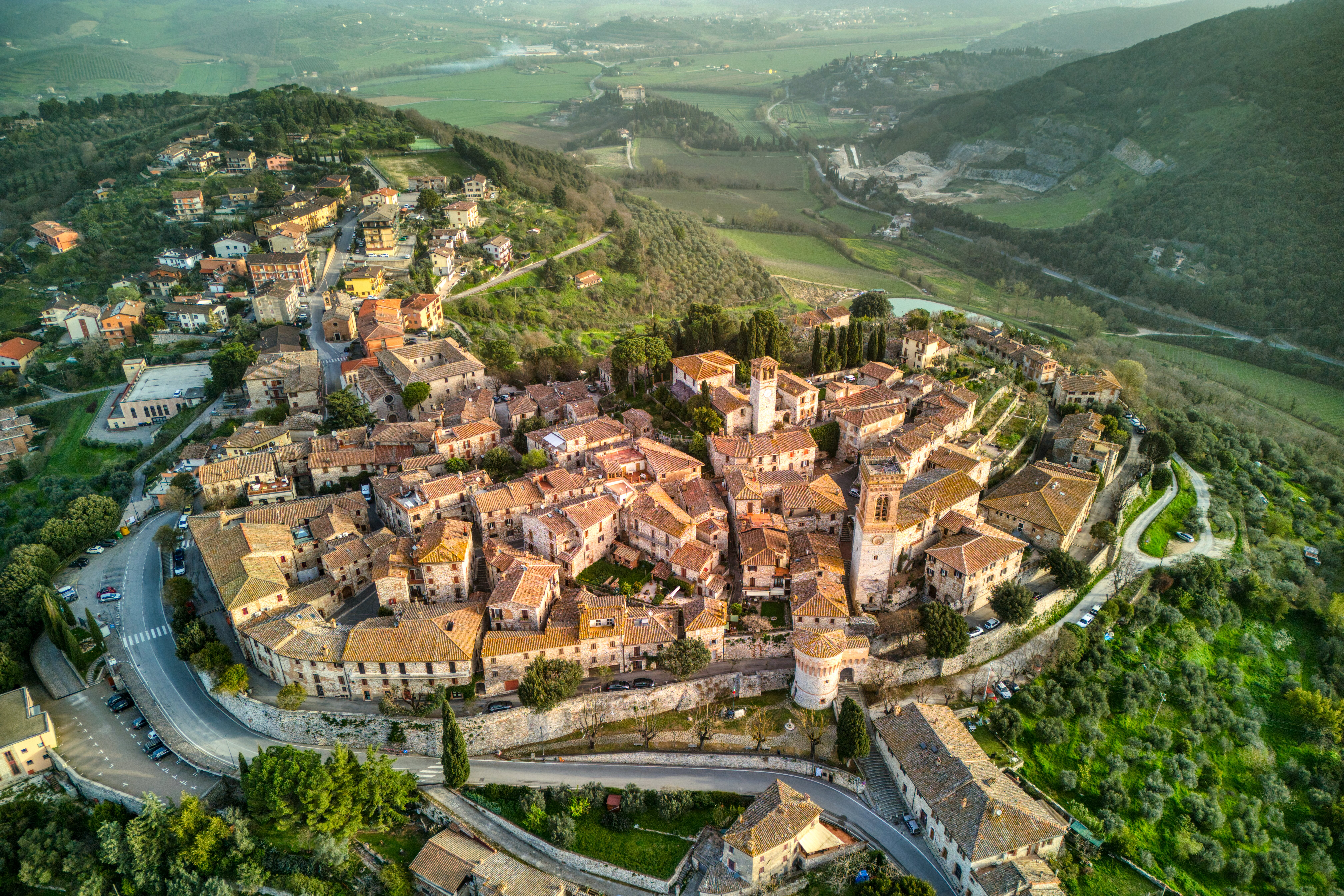
Corciano
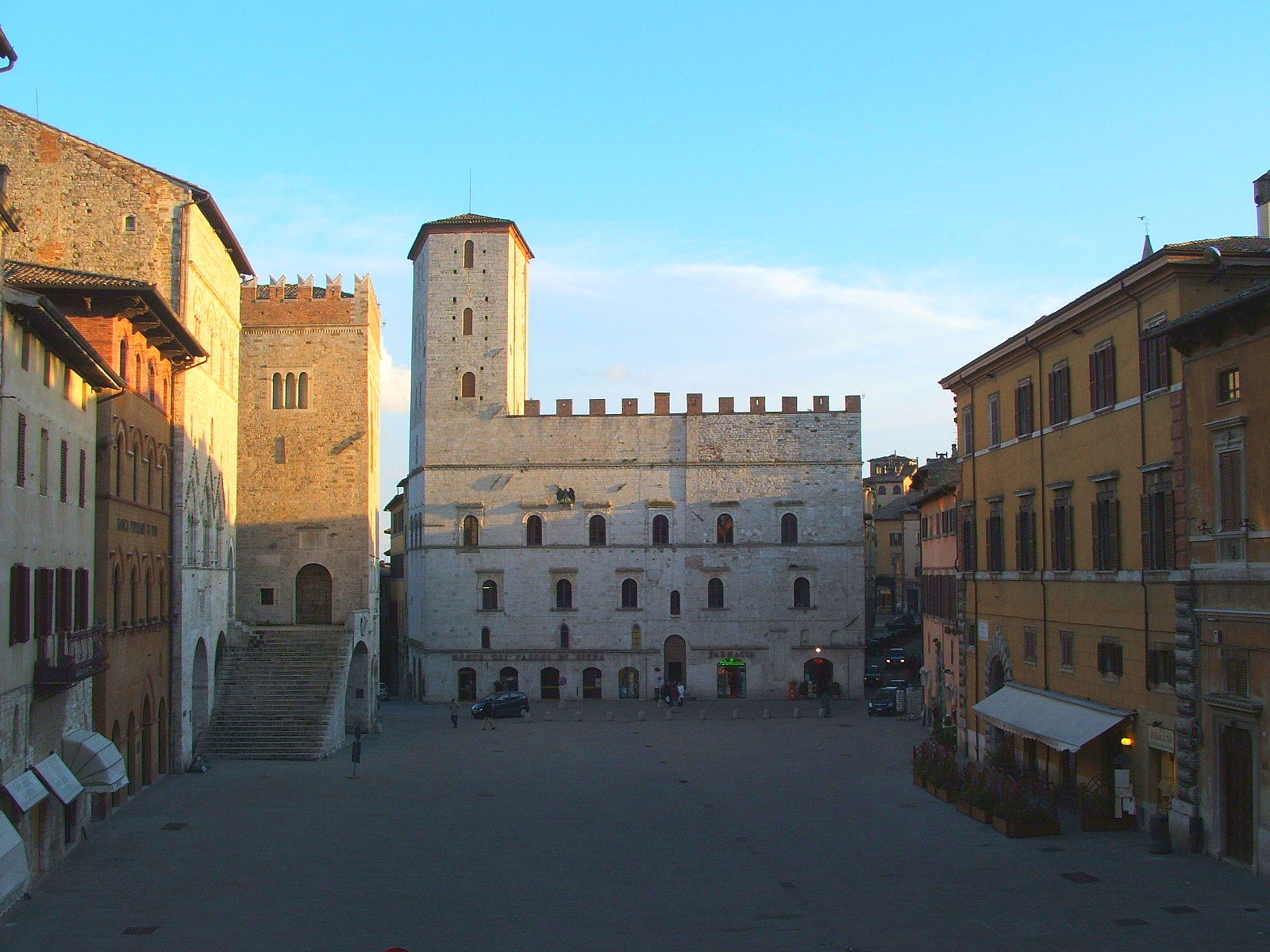
Todi
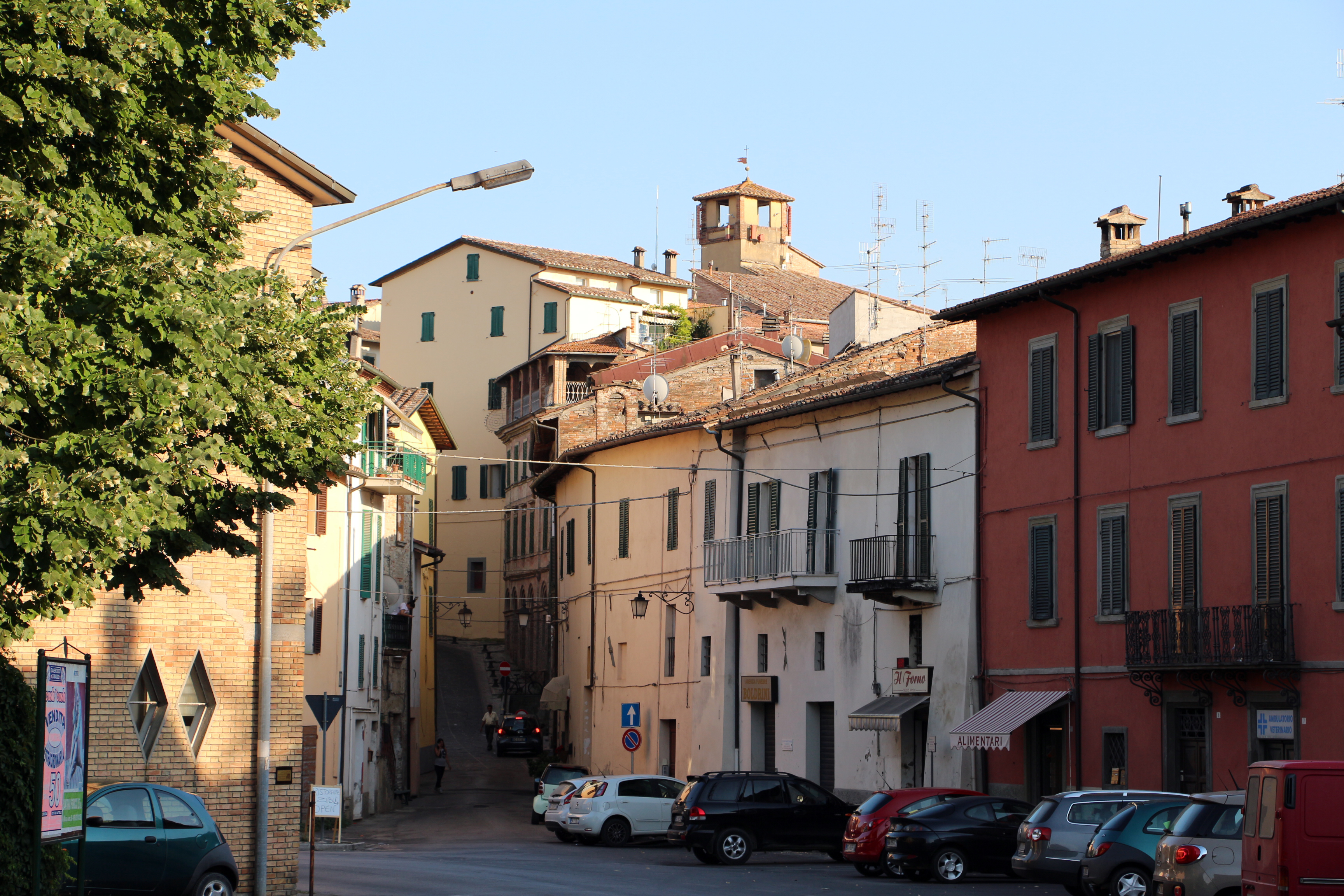
Umbertide
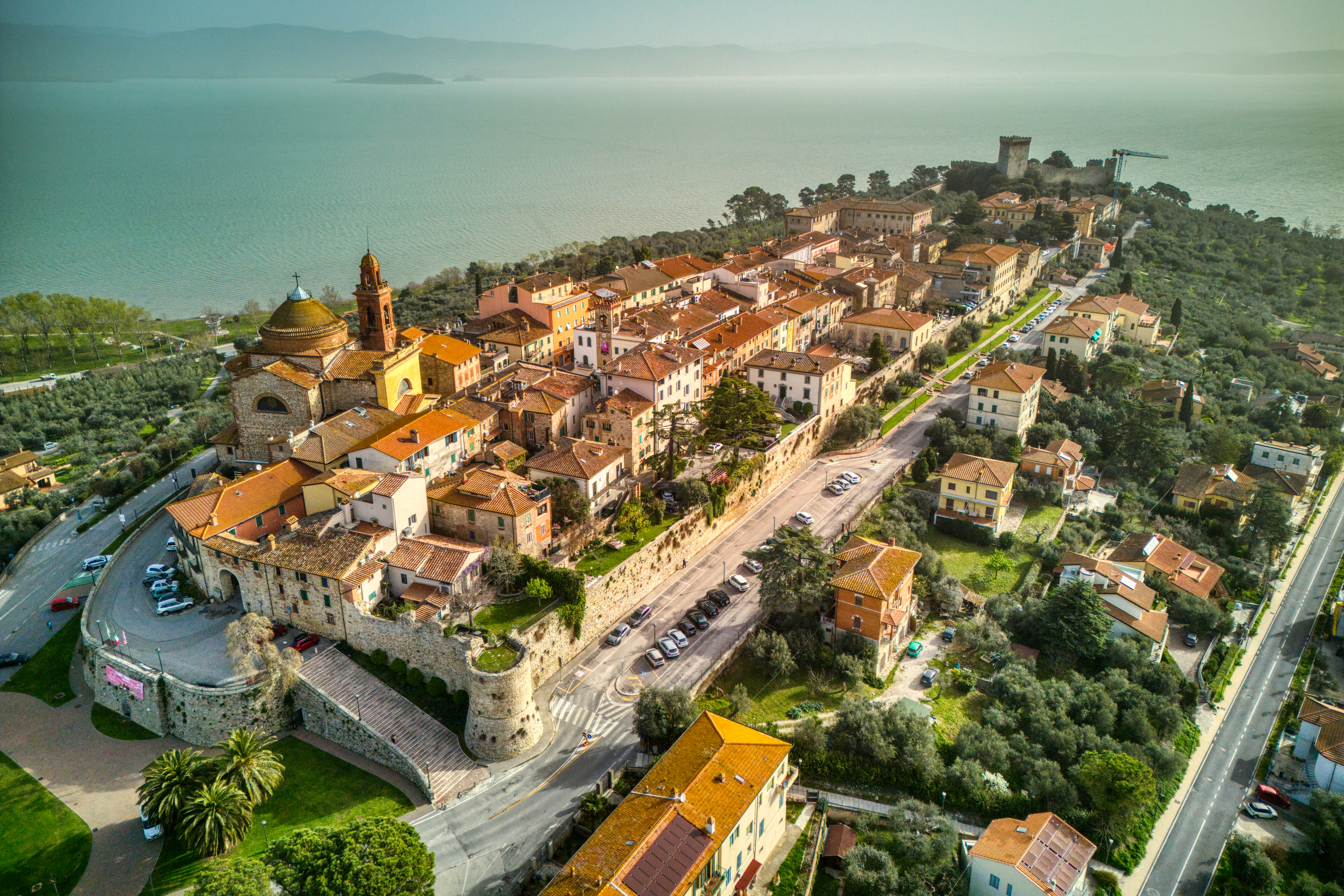
Castiglione del Lago

#### Comuni con oltre 15000 abitanti
| Posizione | Comune               | Provincia | Popolazione | Superficie (km²) | Densità (ab./km²) |
| --------- | -------------------- | --------- | ----------- | ---------------- | ----------------- |
| 1°        | Perugia              | Perugia   | 162 575     | 449,51           | 361,67            |
| 2°        | Terni                | Terni     | 106 486     | 211,90           | 501,28            |
| 3°        | Foligno              | Perugia   | 55 251      | 264,67           | 208,75            |
| 4°        | Città di Castello    | Perugia   | 38 337      | 387,32           | 98,98             |
| 5°        | Spoleto              | Perugia   | 36 234      | 348,14           | 103,65            |
| 6°        | Gubbio               | Perugia   | 30 394      | 525,78           | 57,81             |
| 7°        | Assisi               | Perugia   | 27 443      | 187,19           | 146,61            |
| 8°        | Corciano             | Perugia   | 21 485      | 63,72            | 337,18            |
| 9°        | Bastia Umbra         | Perugia   | 21 190      | 27,60            | 767,75            |
| 10°       | Orvieto              | Terni     | 19 307      | 281,27           | 68,64             |
| 11°       | Marsciano            | Perugia   | 18 048      | 161,49           | 111,76            |
| 12°       | Narni                | Terni     | 17 826      | 197,99           | 90,03             |
| 13°       | Umbertide            | Perugia   | 16 305      | 200,83           | 81,19             |
| 14°       | Todi                 | Perugia   | 15 724      | 222,86           | 70,56             |
| 15°       | Castiglione del Lago | Perugia   | 15 151      | 205,26           | 73,81             |

#### Comune meno abitato
| Stemma | Comune     | Provincia | Abitanti | Superficie (km²) |
| ------ | ---------- | --------- | -------- | ---------------- |
|        | Poggiodomo | Perugia   | 94       | 40,01            |

#### Etnie e minoranze straniere
Al 1º gennaio 2019 i cittadini stranieri residenti nella regione sono 92 399.
Di seguito i dieci principali gruppi per nazionalità:
| Stato              | Numerosità | Percentuale |
| ------------------ | ---------- | ----------- |
| Romania            | 25 053     | 27,1        |
| Albania            | 12 010     | 13,0        |
| Marocco            | 9 260      | 10,0        |
| Ucraina            | 4 686      | 5,1         |
| Macedonia del Nord | 3 556      | 3,8         |
| Ecuador            | 2 897      | 3,1         |
| Nigeria            | 2 479      | 2,7         |
| Cina               | 2 469      | 2,7         |
| Polonia            | 2 029      | 2,2         |
| Filippine          | 1 813      | 2,0         |

## Geografia antropica

### Suddivisioni amministrative

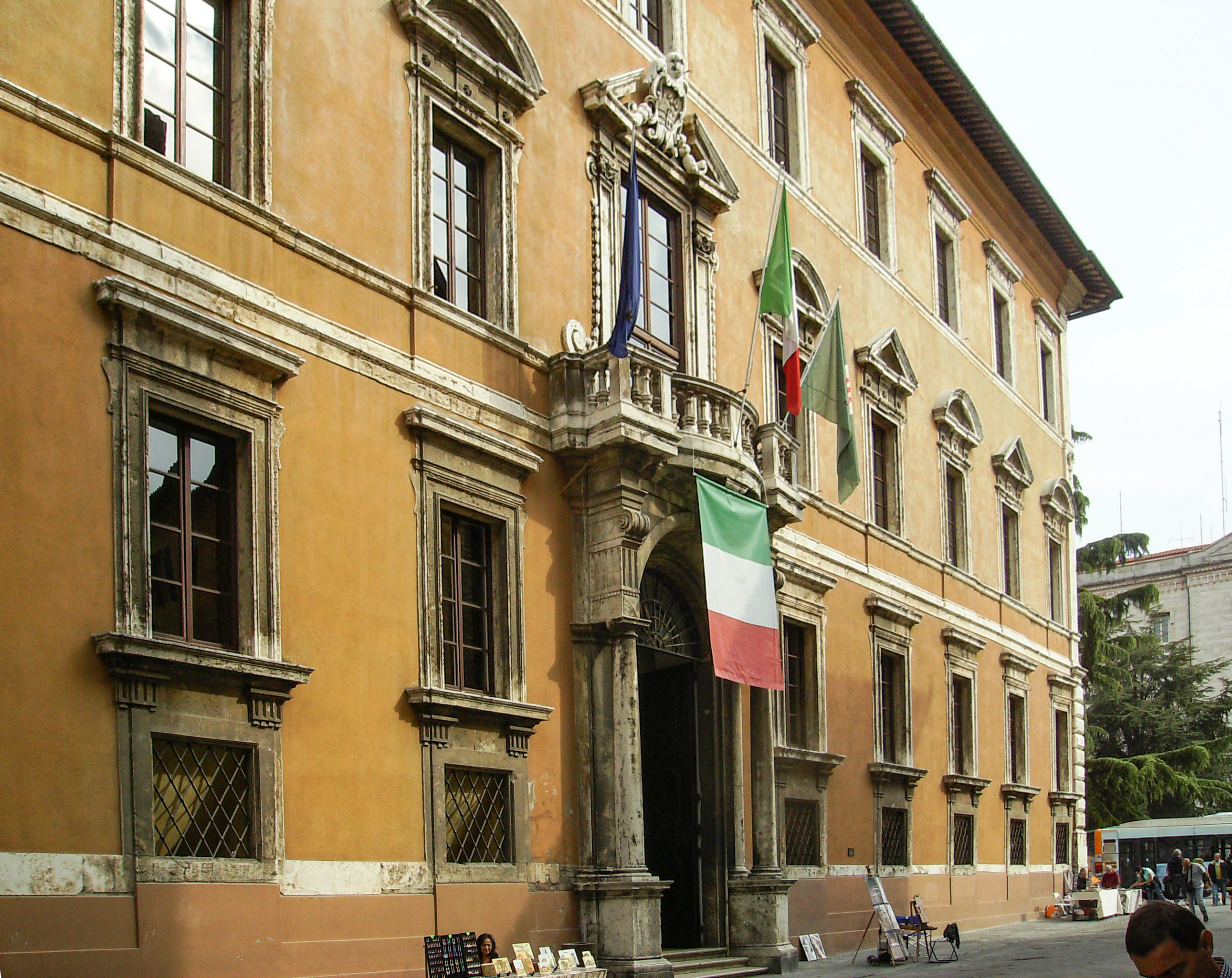
Palazzo Donini a Perugia, sede della Presidenza e della Giunta regionale dell'Umbria

Dal 1º gennaio 1948, ex art. 131 della Costituzione, l'Umbria è una regione ad autonomia ordinaria della Repubblica Italiana, ma solo con la legge n. 281 del 1970 furono attuate le sue funzioni.

I comuni dell'Umbria

L'Umbria comprende due province e 92 comuni:
| Stemma | Provincia            | Mappa | Comuni | Abitanti (31/7/2022) | Superficie (km²) | Presidente        | Capoluogo |
| ------ | -------------------- | ----- | ------ | -------------------- | ---------------- | ----------------- | --------- |
|        | Provincia di Perugia |       | 59     | 639 435              | 6 337,15         | Stefania Proietti | Perugia   |
|        | Provincia di Terni   |       | 33     | 217 039              | 2 127,18         | Laura Pernazza    | Terni     |

## Economia
Oggi l'economia della regione basa la sua forza su quattro comparti specifici: industria, artigianato, agricoltura e turismo. Nel 2017 il reddito medio è di 19 750 €.
Al 31 dicembre 2016 sono 81 039 le imprese attive in Umbria, il 76,5% localizzate nella provincia di Perugia (62 022 unità) e il restante 23,5% nella provincia di Terni (19 017 unità).
La disoccupazione generale in Umbria, nel primo trimestre del 2019, si attesta sul 10,4 % complessivo della popolazione, mentre la disoccupazione giovanile si attesta al 31,1%. In generale, l'economia umbra sta attraversando un momento di grave crisi, con quasi tutti gli indicatori economici in negativo.
Di seguito la tabella che riporta il PIL e il PIL procapite prodotto nell'Umbria dal 2000 al 2006:
|                                              | 2000     | 2001     | 2002     | 2003     | 2004     | 2005     | 2006     |
| -------------------------------------------- | -------- | -------- | -------- | -------- | -------- | -------- | -------- |
| Prodotto Interno Lordo (milioni di euro)     | 16 537,0 | 17 520,0 | 17 824,3 | 18 316,9 | 19 257,9 | 19 765,7 | 20 631,1 |
| PIL ai prezzi di mercato per abitante (euro) | 20 105,8 | 21 231,2 | 21 469,9 | 21 777,3 | 22 563,4 | 22 892,9 | 23 703,0 |

Di seguito la tabella che riporta il PIL, prodotto in Umbria ai prezzi correnti di mercato nel 2006, espresso in milioni di euro, suddiviso tra le principali macro-attività economiche:
| Macro-attività economica                                                         | PIL prodotto (€) | Quota del settore su PIL regionale | Quota del settore su PIL italiano                                               |
| Agricoltura, silvicoltura, pesca                                                 | 403,0            | 1,95%                              | 1,84%                                                                           |
| Industria in senso stretto                                                       | 3 671,8          | 17,80%                             | 18,30%                                                                          |
| Costruzioni                                                                      | 1 404,8          | 6,81%                              | 5,41%                                                                           |
| Commercio, riparazioni, alberghi e ristoranti, trasporti e comunicazioni         | 4 094,4          | 19,85%                             | 20,54%                                                                          |
| Intermediazione monetaria e finanziaria; attività immobiliari ed imprenditoriali | 4 545,1          | 22,03%                             | 24,17%                                                                          |
| Altre attività di servizi                                                        | 4 202,4          | 20,37%                             | 18,97%                                                                          |
| Iva, imposte indirette nette sui prodotti e imposte sulle importazioni           | 2 309,7          | 11,2%                              | Il settore economico più sviluppato è il settore terziario o terziario avanzato |
| PIL Umbria ai prezzi di mercato                                                  | 20 631,1         |                                    |                                                                                 |

Il confronto tra il dato regionale e il dato nazionale, espressi in termini percentuali, evidenzia una maggiore incidenza nell'economia regionale, rispetto alla media nazionale del settore delle costruzioni e degli altri servizi, tra i quali sono compresi i servizi della Pubblica Amministrazione, della Sanità e dell'Istruzione.
L'Umbria, considerando il PIL pro capite, risulta inoltre la regione meno sviluppata dell'Italia centrale, con differenze sostanzialmente negative a confronto con tutte le regioni confinanti. Tuttavia, fa ben sperare per il futuro la recente crescita che, attestandosi al 2,3% del PIL per l'anno 2007, risulta la più alta d'Italia, superiore anche a quella del Nordest, tradizionale motore economico della penisola. Il settore economico più sviluppato è il settore terziario o terziario avanzato.

## Infrastrutture e trasporti
L'Umbria può contare su un certo numero di strade e linee ferroviarie, che la raccordano con le vicine regioni e con città come Roma e Firenze. La via principale è la strada europea E45, che attraversa tutta l'Umbria da nord a sud; il suo percorso nella regione coincide con il tratto regionale della SS 3 bis e con il tratto Terni-Orte della SS 675, conosciute insieme anche con il nome di S.G.C. Orte-Ravenna. Altre vie principali sono la SS 75 Centrale Umbra, che collega Foligno al nodo viario di Perugia, la SS 3 Flaminia, che collega Roma con la città di Fano, la SS 76 Val d'Esino che passa da Valfabbrica sino a Falconara, e la SS 77 Val di Chienti, che parte da Foligno per giungere a Civitanova Marche. Soltanto il territorio orvietano e il basso ternano (oltre al comune perugino di Città della Pieve) sono attraversati dall'Autostrada A1, unico tratto autostradale presente in Umbria (il raccordo Perugia-Bettolle tecnicamente non è considerato autostrada pur avendo alcune caratteristiche). Vi sono anche le linee ferroviarie Roma-Ancona e Terontola-Foligno. Quest'ultima raccorda la linea lenta Roma-Firenze presso Terontola alla linea Roma-Ancona presso Foligno. In territorio regionale vi sono due aeroporti, a Perugia e Foligno (quest'ultimo non utilizzato per il trasporto dei passeggeri). Si possono individuare tre nodi viari: a Foligno, a Perugia e a Terni. Il mezzo più usato è l'automobile.
| Numero | Strada statale                               |
| ------ | -------------------------------------------- |
|        | Strada statale 3 Via Flaminia                |
|        | Strada statale 3 bis Tiberina                |
|        | Strada statale 75 - Centrale Umbra           |
|        | Strada statale 76 della Val d'Esino          |
|        | Strada statale 77 della Val di Chienti       |
|        | Strada statale 79 Ternana                    |
|        | Strada statale 219 di Gubbio e Pian d'Assino |
|        | Superstrada Ancona-Perugia                   |
|        | Strada statale 73 bis di Bocca Trabaria      |
|        | Strada statale 448 di Baschi                 |
|        | Strada statale 675 Umbro-Laziale             |
|        | Raccordo autostradale Perugia-Bettolle       |

## Sport
L'Umbria, pur essendo una regione piccola ha, in proporzione ad altre regioni, un grande numero di persone che praticano - in maniera agonistica o amatoriale - un'attività sportiva. In particolare i giovani sono dediti, durante il loro tempo libero, a frequentare palestre o palazzetti, svolgendo gli allenamenti che li prepareranno ad affrontare le gare proposte dalle varie Federazioni sportive, a seconda dello sport scelto. Da un'indagine condotta nel 2002 tra gli studenti delle scuole medie superiori dell'Umbria, è risultato che l'89,1% dei giovani pratica almeno due volte alla settimana un'attività sportiva, e quasi il 60% almeno tre volte la settimana (i ragazzi praticano sport in proporzione maggiore alle ragazze, che, all'opposto, risultano essere più sedentarie). L'attività sportiva più diffusa fra la popolazione giovanile è il calcio (37,7%); percentuali di gran lunga inferiori, ma comunque di una certa rilevanza, sono raggiunte dal nuoto (16,8%) e dalla pallavolo (13,3%). Agli ultimi posti della classifica si trovano la pallamano, l'atletica leggera (2,2%) e gli sport di combattimento, come la boxe, il kickboxing (3,5%) e le arti marziali (4,8%).
Ma l'Umbria non è solo terra di sport "classici". Sono presenti numerose attività motorie e ricreative in difesa dell'ambiente e per la promozione turistica, ovvero le attività motorie "ecologiche" come, ad esempio, i percorsi botanici, la pesca, l'escursionismo, i percorsi archeologici, l'osservazione degli uccelli, la corsa di orientamento, il cicloturismo, l'escursionismo, l'alpinismo, la speleologia, il windsurf, la canoa, il rafting, l'equitazione e lo sci.

## Cucina

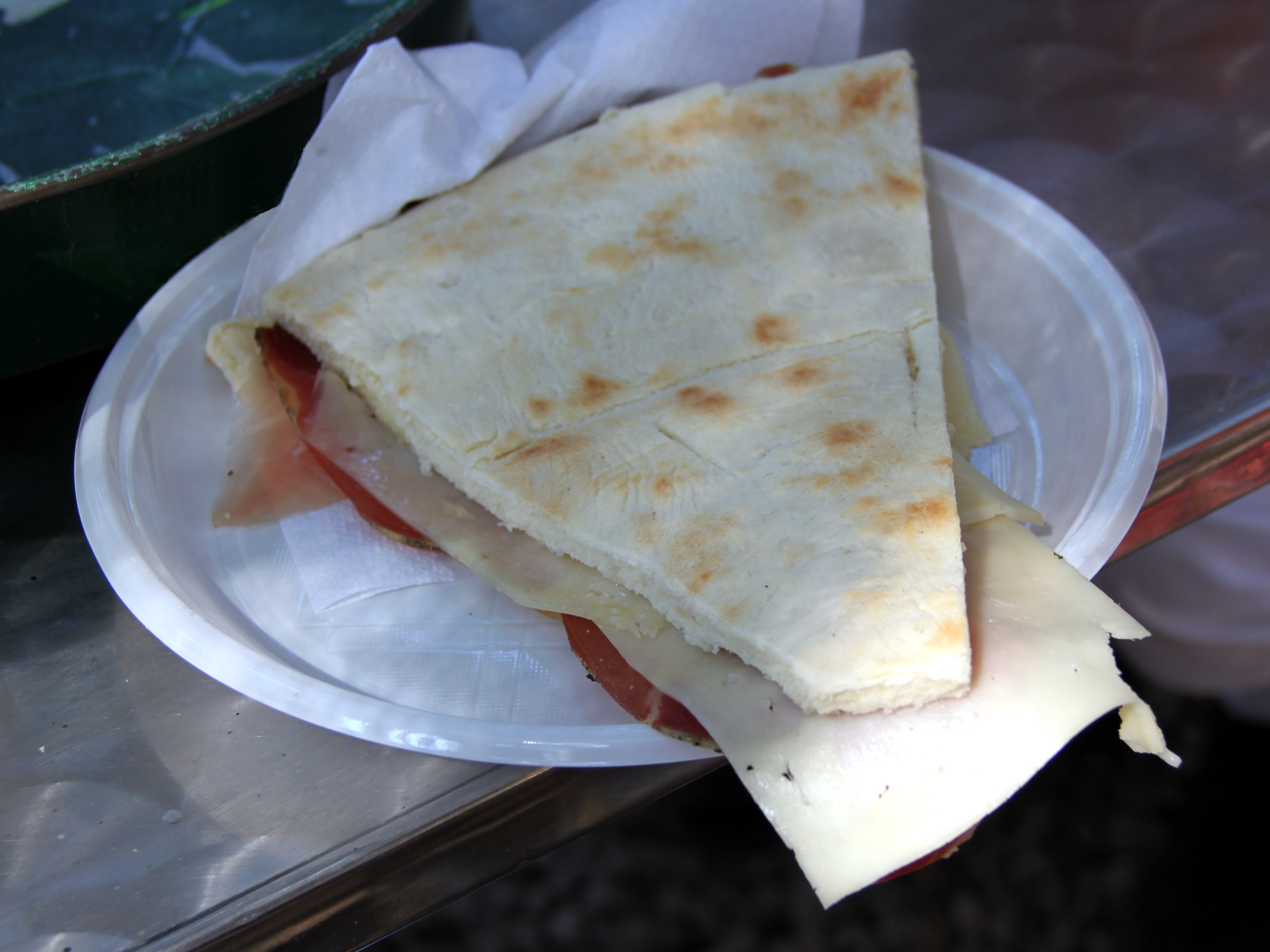
Torta al testo

L'Umbria presenta una ricca varietà di piatti e prodotti tipici, ascrivibili alla cucina di terra. Elementi importanti sono l'olio, in particolare dalla zona di Trevi e Spoleto e dalle aree collinari che circondano il lago Trasimeno; e il vino, dai bianchi dell'orvietano e dei monti Martani ai rossi di Montefalco, Bastardo e dell'amerino.
Procedendo a una rapida panoramica sugli altri prodotti e sui piatti, possiamo partire dal pane "sciapo" e dalle varie focacce (la torta al testo perugina, la ciaccia a Città di Castello, la crescia eugubina, la pizza sotto lu focu ternana), passando per i vari piatti a base di cacciagione (gnocchi al sugo di lepre, faraona alla leccarda, uccelletti allo spiedo, pappardelle al cinghiale), per arrivare ai salumi di Norcia, al suo celebre tartufo nero e alle palombe alla ghiotta tipiche in special modo dei comuni di Todi, dal cui comune origina la ricetta, Marsciano e San Venanzo.
I dolci più famosi della provincia di Perugia sono la ciaramicola, i tozzetti, il torcolo di S. Costanzo, le castagnole, la rocciata (detta attorta nella zona di Spoleto) e le frappe, mentre nella provincia di Terni è tipico il pampepato ternano. Tipici di entrambe le province sono i maccheroni dolci, la cicerchiata e gli amaretti umbri.